# Abtei Maria Laach

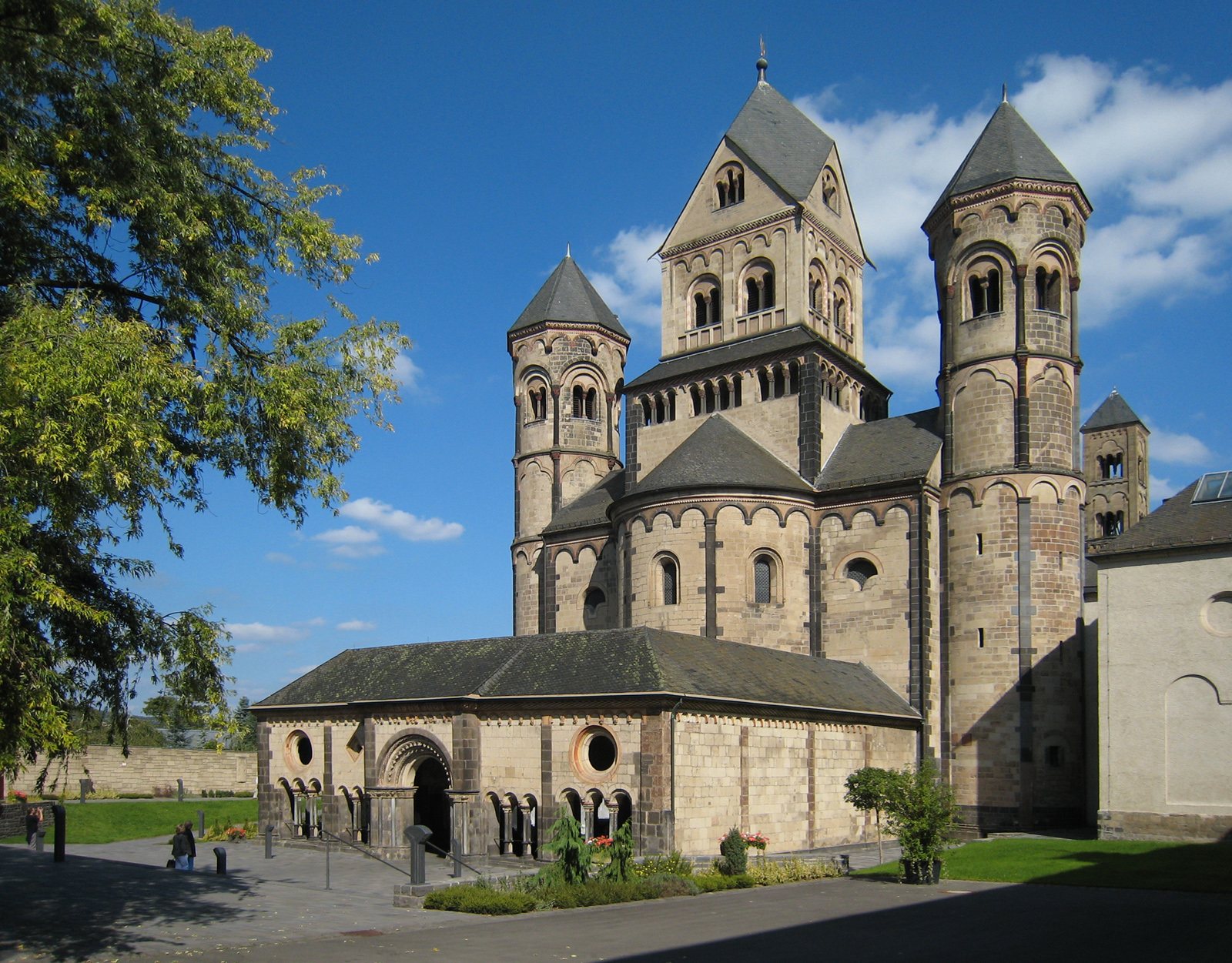
Westseite der Klosterkirche Maria Laach mit dem „Paradies“

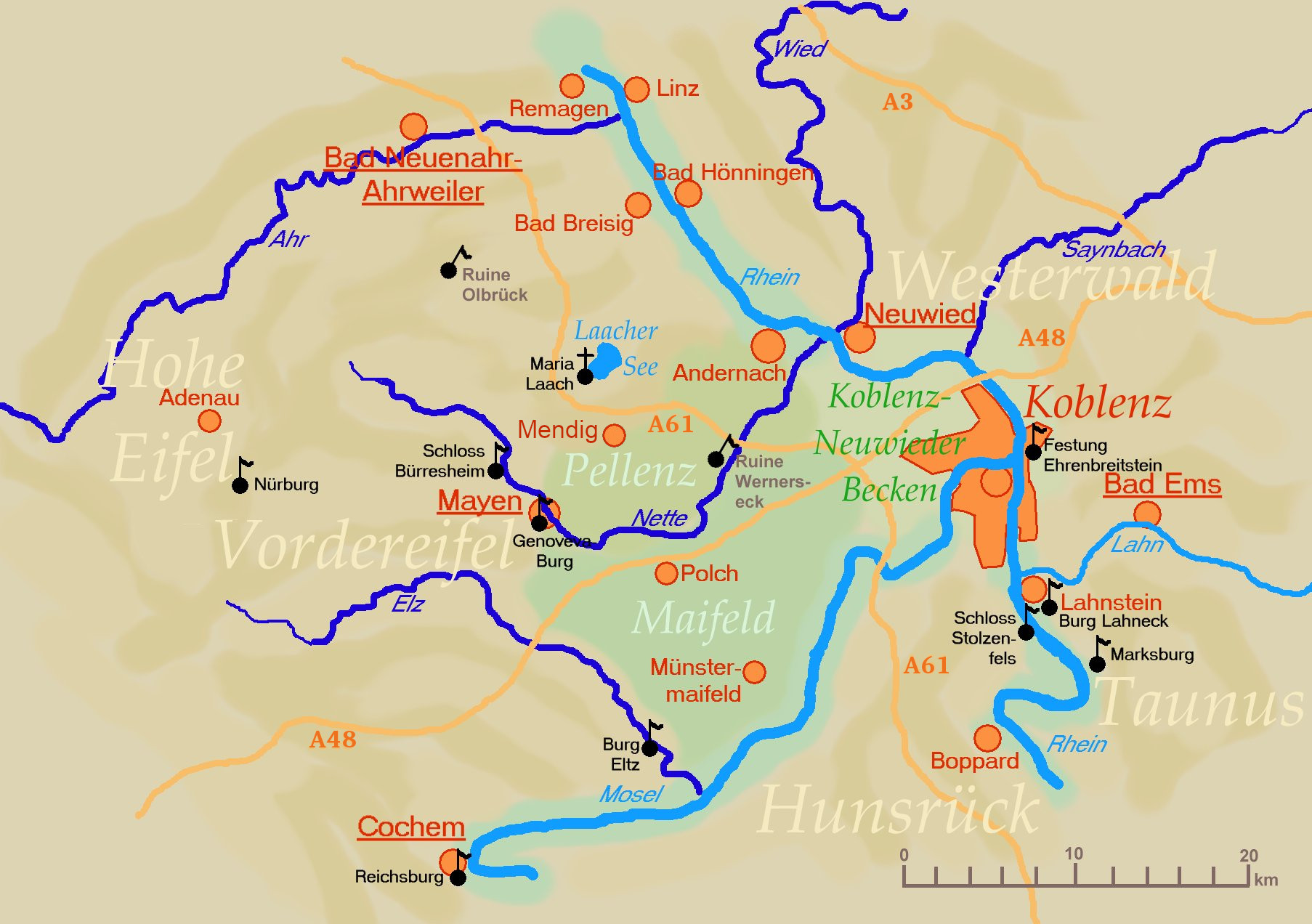
Umgebungskarte der östlichen Vordereifel

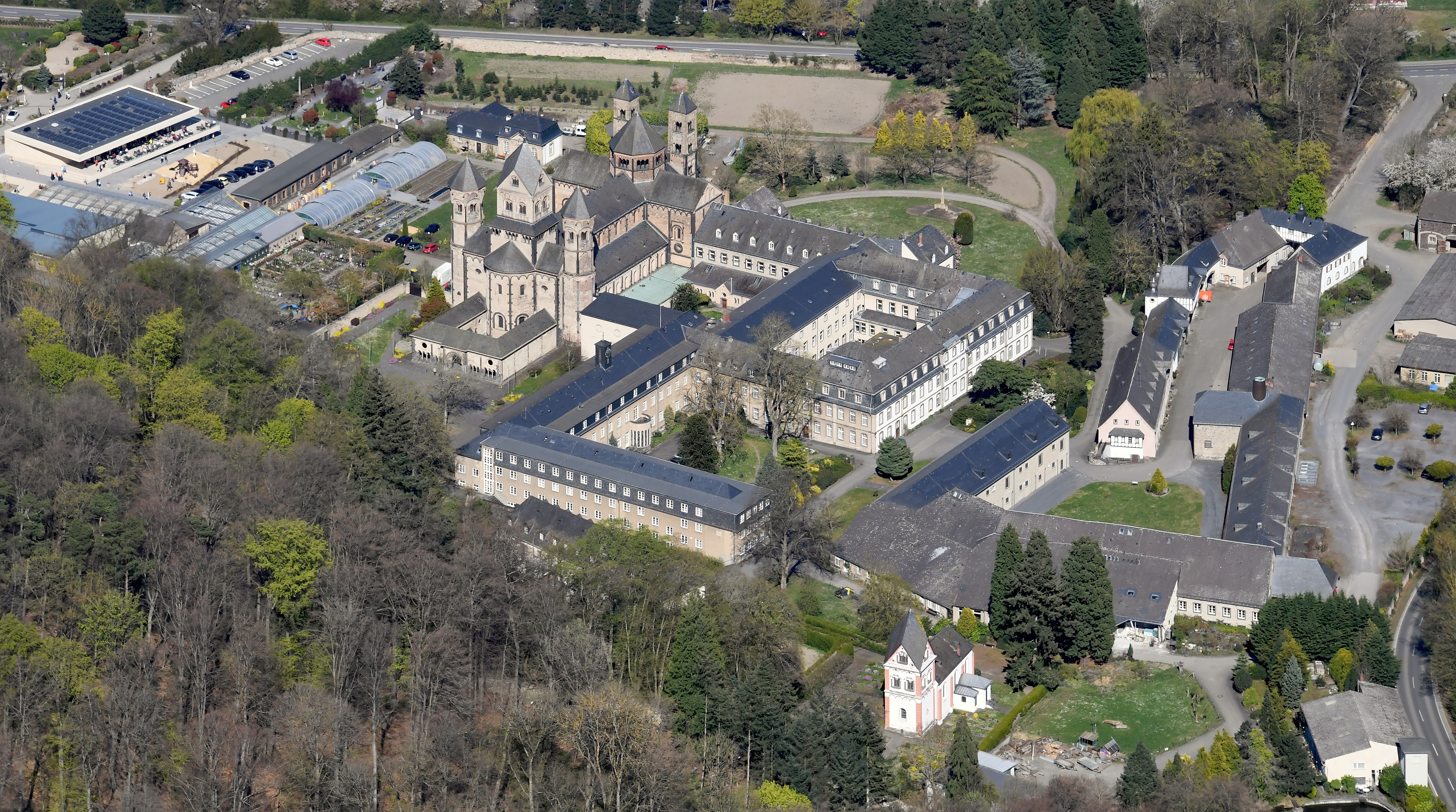
Gesamtanlage des Klosters

Die Abtei Maria Laach (lateinisch Abbatia Mariae Lacensis oder Abbatia Mariae ad Lacum oder Abbatia Lacensis, von lacus ‚See‘: „Abtei der Maria am See“) ist ein Kloster in Glees (Landkreis Ahrweiler, Rheinland-Pfalz), das zur Beuroner Kongregation des Benediktinerordens gehört.
Die hochmittelalterliche Klosteranlage ist an der Südwestseite des Laacher Sees gelegen, vier Kilometer nördlich von Mendig in der Eifel, und gehört zur Ortsgemeinde Glees. Sie wurde als Abbatia ad Lacum, lateinisch für „Abtei am See“, später auch Abbatia Lacensis „die zum See/Laach gehörende Abtei“ zwischen 1093 und 1216 als Stiftung Heinrichs II. von Laach und seiner Frau Adelheid erbaut. Ihr deutscher Name entwickelte sich aus der alten lateinischen Form. Offiziell erhielt sie den alten Namen mit der Wiederbegründung des Klosters im Jahre 1863
Die sechstürmige Klosterkirche, das Laacher Münster, gilt als eines der schönsten Denkmäler der romanischen Baukunst aus der Salierzeit in Deutschland. Das hier als „Paradies“ bezeichnete prächtige Atrium (im Kirchenbau für Vorhof) der gewölbten Pfeilerbasilika ist das letzte erhaltene nördlich der Alpen. Der Kreuzgang aus dem Anfang des 13. Jahrhunderts wurde 1859 restauriert. 1926 verlieh Papst Pius XI. der Kirche den Ehrentitel einer „Basilica minor“.

## Geschichte

### Mittelalter

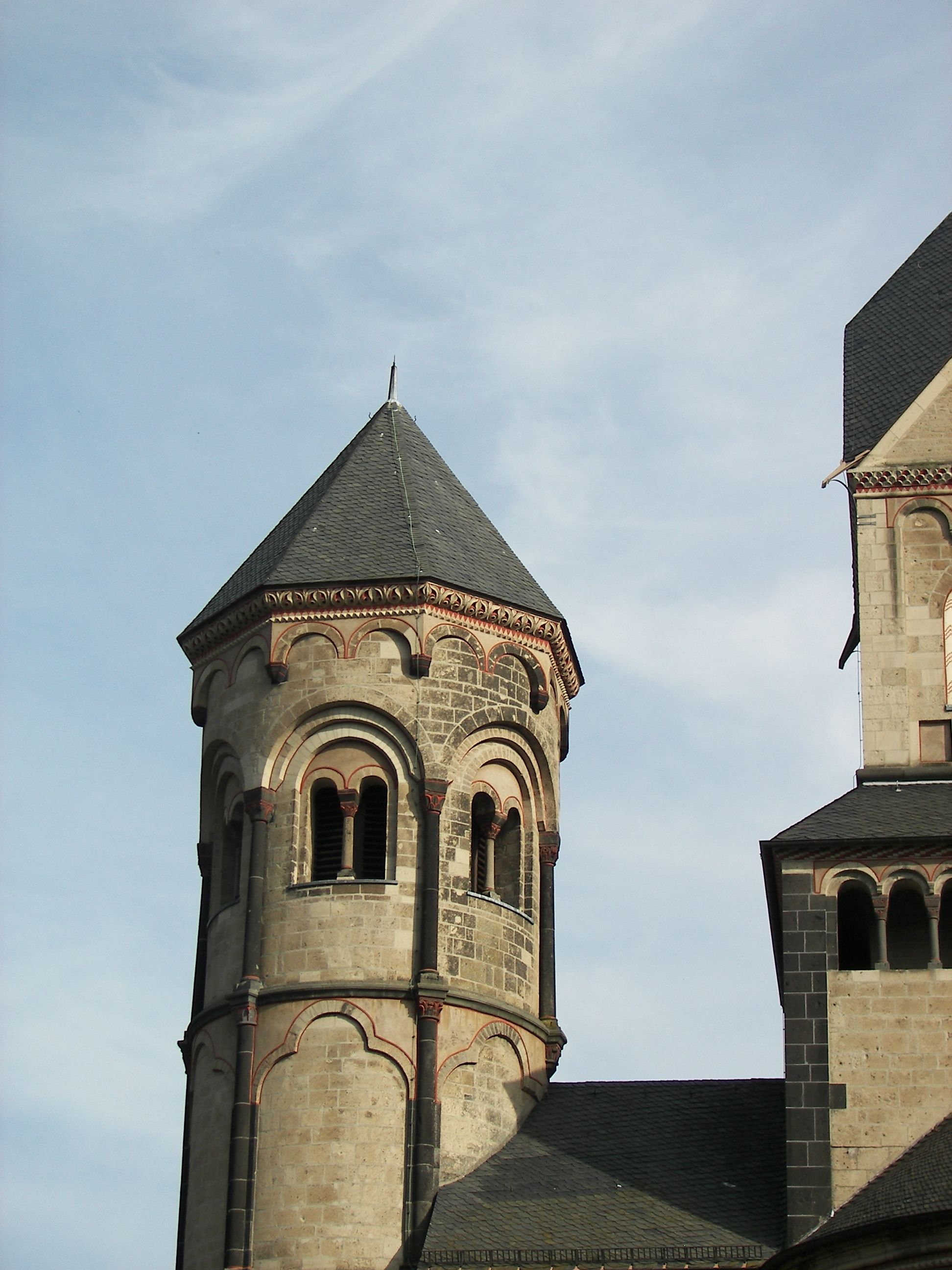
Nördlicher Begleitturm im Westteil

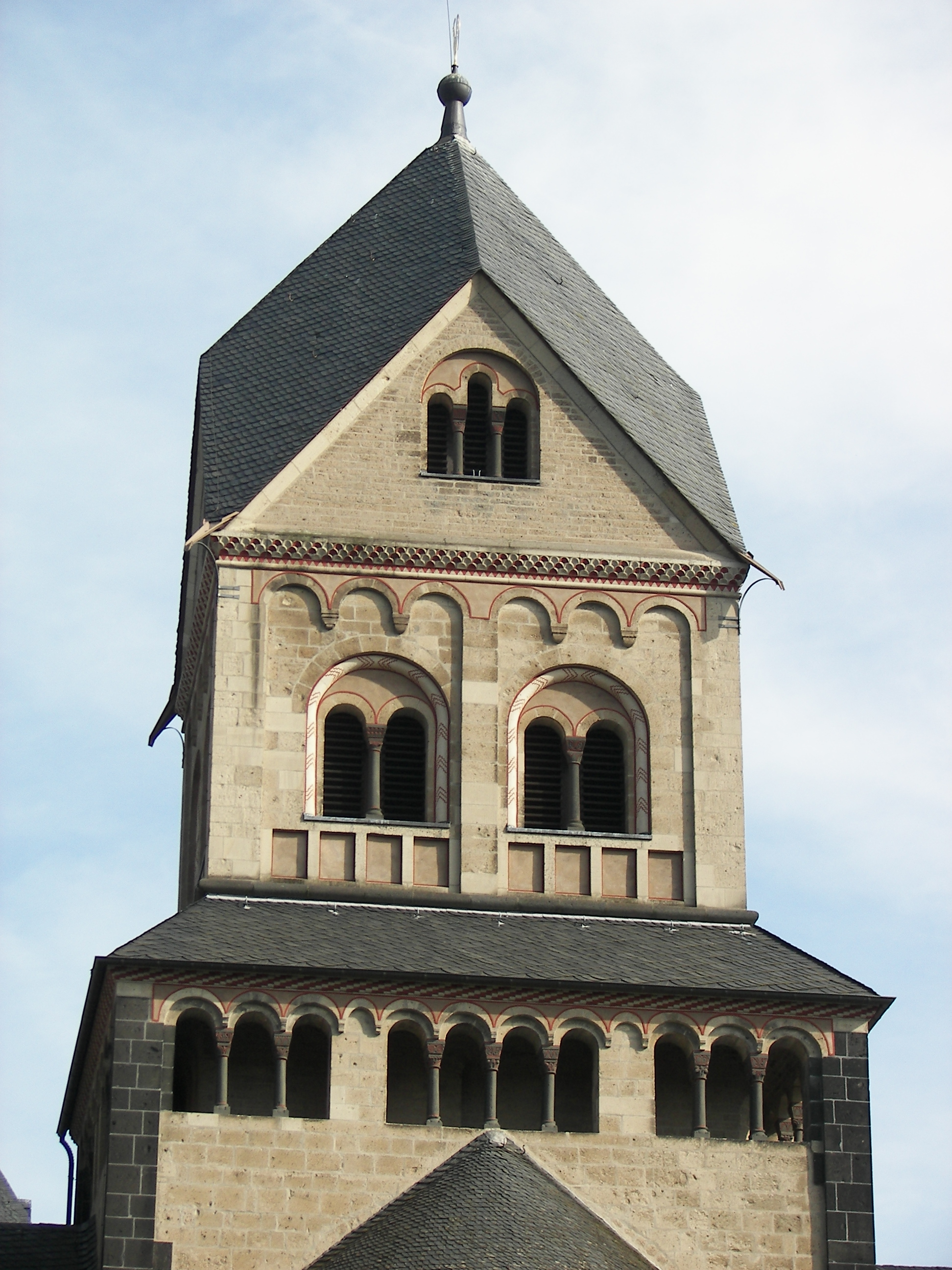
Mittel- oder Hauptturm

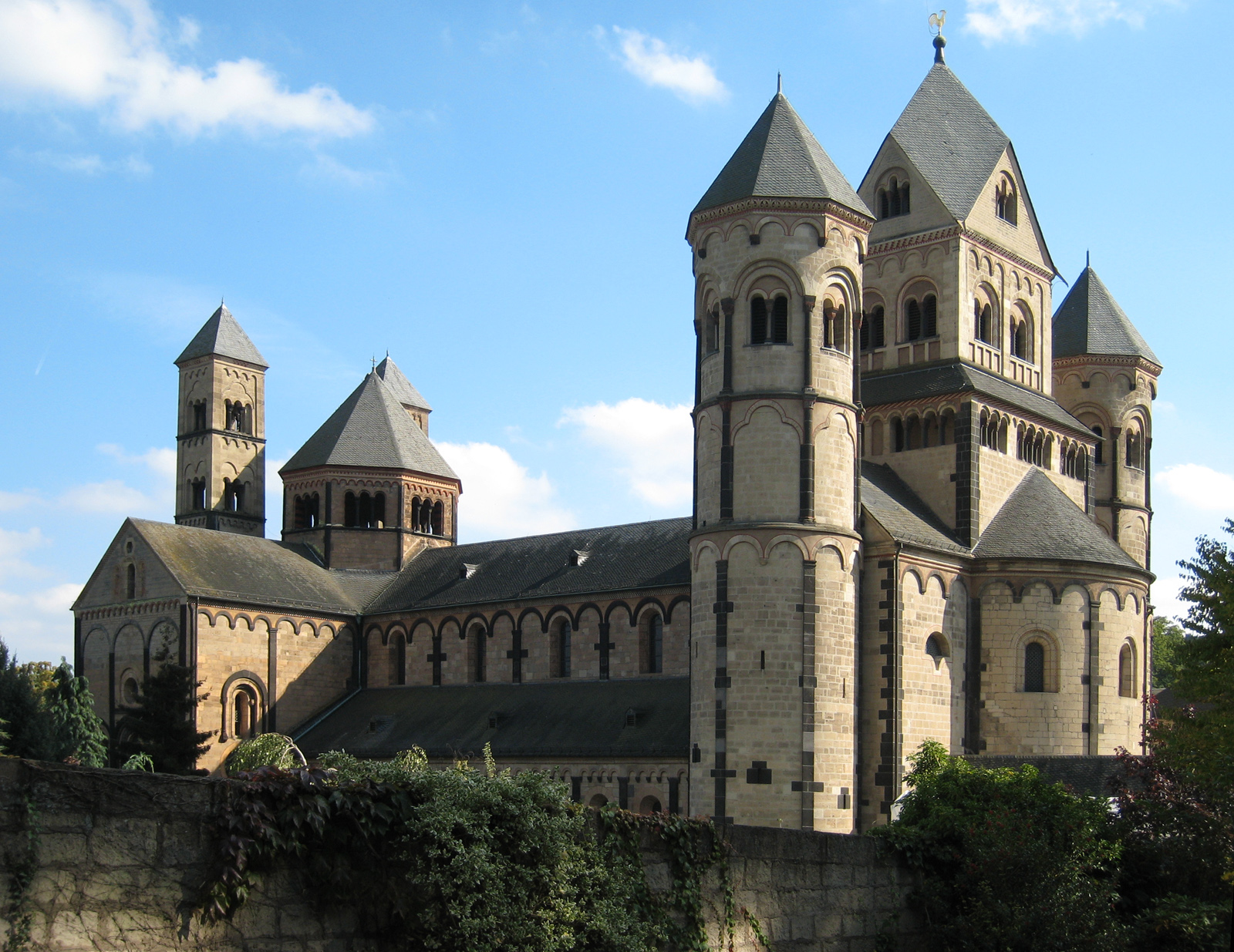
Kirche von Nordwesten

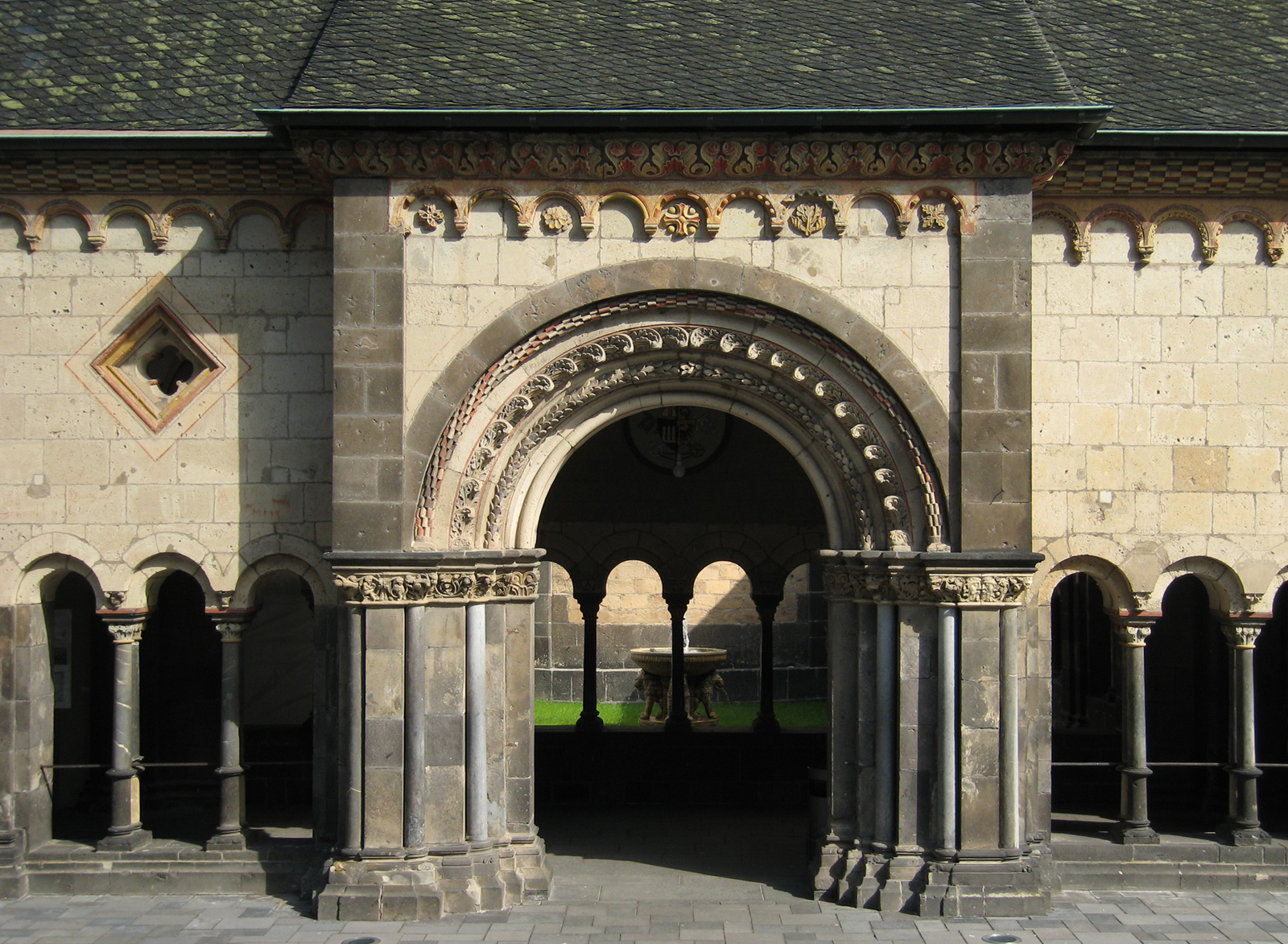
Außenportal des „Paradieses“

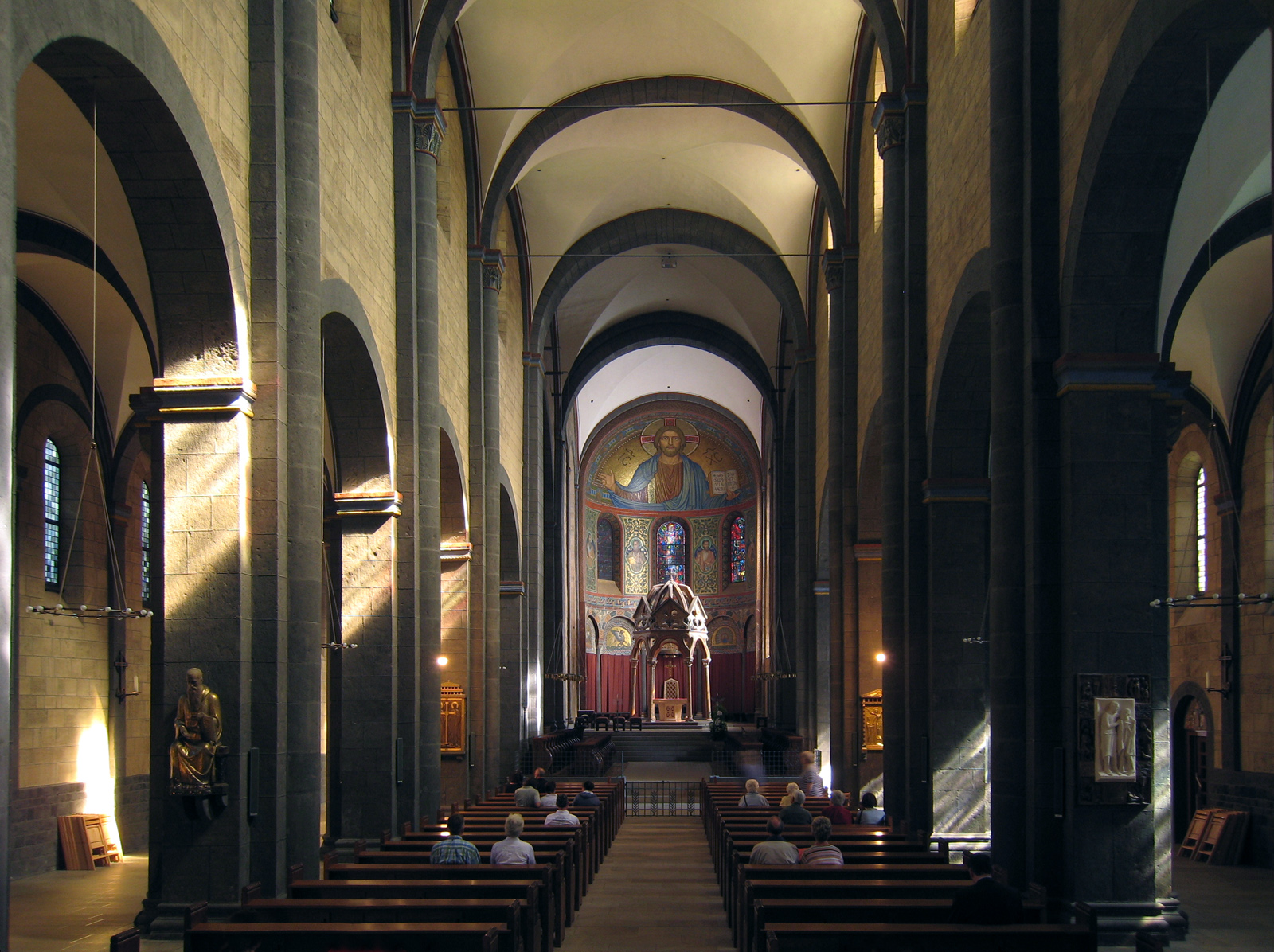
Mittelschiff zur Ostapsis

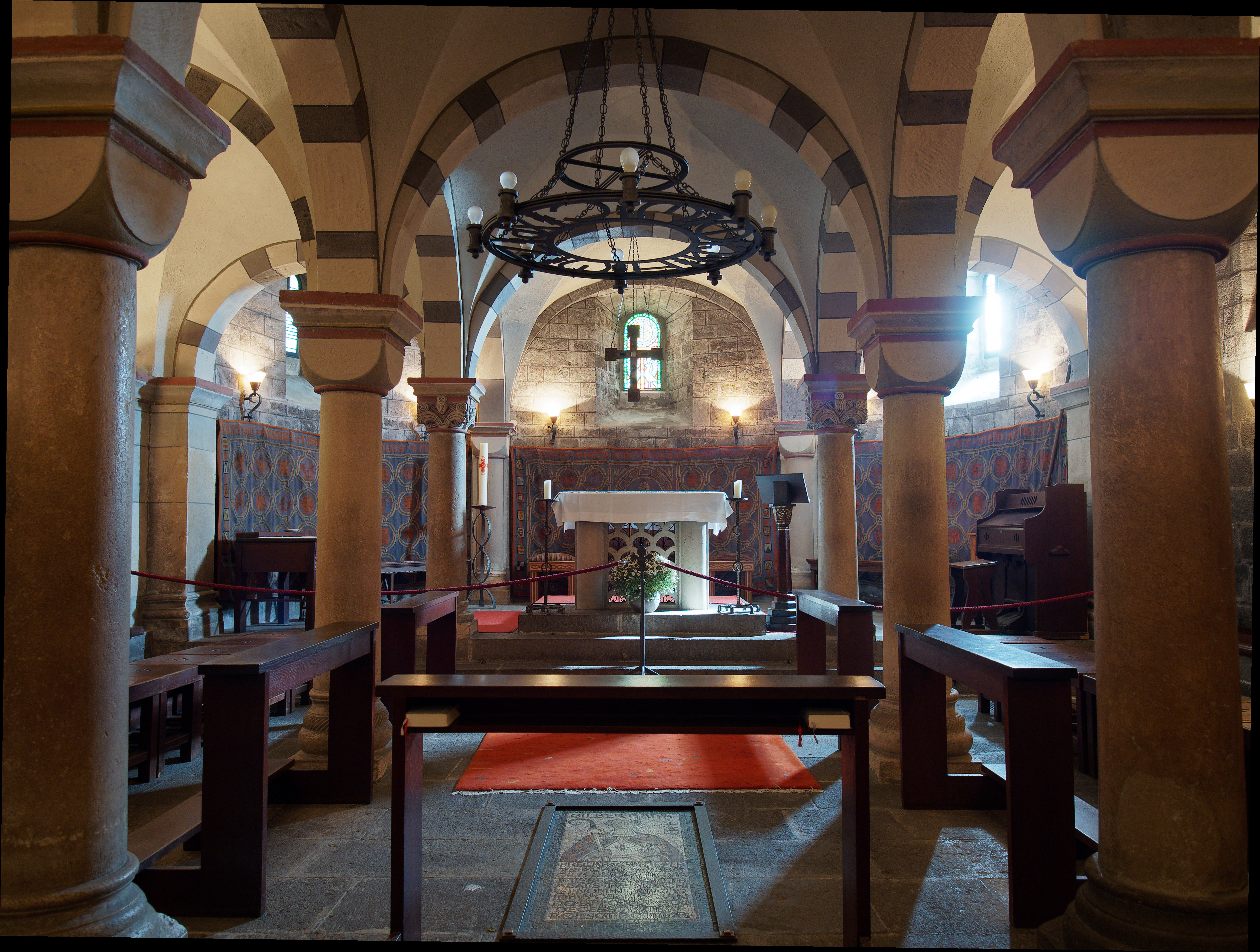
Krypta

Der erste Pfalzgraf bei Rhein, Heinrich II. von Laach, der sich nach seiner Burg Laach auf dem väterlichen Erbe „zu Laach“ über dem Ostufer des Laacher Sees als erster und einziger „von Laach“ nannte, versprach der Kirche, für sein und seiner Gemahlin Seelenheil und dazu als Grablege für beide wegen ihrer Kinderlosigkeit ein Kloster auf der gegenüberliegenden Seite des Sees am Südwestufer zu gründen. Der Platz war wegen der Frischwasserversorgung durch den „Beller Bach“ und die gute Zugänglichkeit weise gewählt. So gründete er 1093 versprechensgemäß mit seiner Gemahlin Adelheid von Weimar-Orlamünde († 28. März 1100) unter dem Doppelpatrozinium der Heiligen Jungfrau Maria und des heiligen Nikolaus gegenüber seiner Burg am Südwestufer des Sees die Abtei mit dem Namen „Abbatia ad Lacum“ (Abtei am See), auch „Abtei Laach“ genannt. Dabei ist das zu „Laach“ verschliffene althochdeutsche Wort „lacha“ (von lat. lacus, -ūs m. – See) als Name für den See, den Ort und das Kloster erhalten geblieben.

„Im Namen der heiligen und ungeteilten Dreifaltigkeit. Ich, Heinrich, von Gottes Gnaden Pfalzgraf bei Rhein und Herr von Laach, zur sicheren Befriedung der Demütigen im Geiste tun wir allen Christus und Getreuen, Künftigen, wie Gegenwärtigen, kund: Da ich kinderlos bin, habe ich unter Zustimmung und Mitwirkung meiner Gemahlin Adelheid zum Heil meiner Seele und zur Erlangung des ewigen Lebens auf meinem väterlichen Erbe, nämlich in Laach, zu Ehren der heiligen Gottesmutter Maria und des heiligen Nikolaus ein Kloster gegründet als Wohnsitz für solche, die die Mönchsregel befolgen. In Gegenwart und unter der Zeugenschaft des Herrn Heilbert, des verehrungswürdigen Erzbischofs von Trier, habe ich diesem aus eigenen Gütern eine Mitgift bereitet …“

Der Pfalzgraf gab dem Kloster außer der Gemarkung „zu Laach“ nebst Südteil des Sees und zugehörigen Wäldern die Orte Kruft samt Kirche, Alken, Bendorf, Bell, Rieden und Willenberg. Die ersten Mönche und Bauhandwerker kamen aus dem Kloster St. Maximin nahe Trier. 1093 wurden bereits die Fundamente für Krypta, Langhaus, Vierungsturm, West- und Ostwerk angelegt – quasi die komplette Fundamentierung ohne das erst später erwogene und angebaute Paradies. Nach dem Tod Heinrichs am 23. Oktober 1095 auf Burg Laach waren die Mauern bis auf über drei Meter hochgezogen, am Ostchor waren die Arbeiten am weitesten bis zu sieben Meter, am Langhaus am geringsten fortgeschritten. Die Pfalzgräfin Adelheid führte die Bauarbeiten fort; sie wurden nach ihrem Tod in Echternach im März des Jahres 1100 zunächst eingestellt. Zu diesem Zeitpunkt war das östliche Querhaus noch ohne Gewölbe und hatte als vorläufiger Gottesdienstraum für die Mönche ein provisorisches Flachdach.
1112 erneuerte Heinrichs Erbe Pfalzgraf Siegfried von Ballenstedt († 1113) die Stiftung („[…] zur Vollendung der Kirche eingesetzt“), ließ die Bauarbeiten wieder aufnehmen und schenkte das Kloster der Abtei Affligem im Herzogtum Brabant, zu dem das Kloster Laach somit anfangs als Priorat gehörte. Der vierte Prior Gi(se)lbert von Affligem aus der Abtei Affligem führte das Kloster ab 1127 zunächst als Prior, dann als erster Abt seit 1138. Mit ihm kamen 40 Mönche an den See. Auch der Grundbesitz des Klosters an Rhein, Mosel und in der Eifel begann zu wachsen. Nach der Fertigstellung der eigentlichen Klosterbauten wurden die Arbeiten an der Kirche fortgesetzt: Westwerk, Krypta und Langhaus wurden vollendet. 1139 schenkte Graf Gerhard II. von Hochstaden, der Neffe des Gründers, die Nordhälfte des Sees nebst Wassenach dem Kloster.
1138 wurde Laach selbstständige Abtei; am 6. August 1152 starb Gilbert. Unter seinem Nachfolger Abt Fulbert (1152–1177) wurden Krypta, Langhaus und Westchor am 24. August 1156 von Hillin von Fallemanien, Erzbischof von Trier, geweiht. Den Türmen des Westbaus fehlten die obersten beiden Stockwerke nebst Dachstuhl, ebenso war der südliche Flankenturm des Ostbaus noch nicht vollendet. Flache, provisorische Dächer schützten die unvollendeten Gebäudeteile. Stifter des Westwerkes waren Johannes und Mathilde von Ebernach, in einem der Kirchenfenster verewigt. Um 1177 waren dann der Ostchor, die flankierenden Türme der Ostkuppel und die Westempore vollendet, die durch Geldmittel (1170) der Gräfin Hedwig von Are beträchtlich unterstützt wurden.
Aufgrund von Erkenntnissen aus dem Jahre 1979 über eine dendrochronologisch nachgewiesene Dürrezeit in den Jahren ab 1164 wird dem zu dieser Zeit amtierenden Abt Fulbert von Laach (1152 bis 1177) vom Geodäten und Archäologen Klaus Grewe zugeschrieben, den nur bei niedrigem Wasserstand für möglich gehaltenen Bau des 880 m langen, später von ihm nach dem Abt benannten Fulbert-Stollens veranlasst zu haben. Nach Grewe sollte über den Stollen der Wasserspiegel des abflusslosen Laacher Sees bei Hochwasser abgesenkt werden, um das in Bau befindliche Kloster zu schützen.  Neuerdings werden auch die Römer – aufgrund von in Höhe des Klosters gefundenen römischen Siedlungsresten und aufgrund der römischen Stollenbauweise – als Bauherren diskutiert. Neuere Quellen nehmen eine Entstehung bereits während der Römerherrschaft an.
Unter den Äbten Albert (1199–1216) und Gregor (1216–1235) wurde der Westbau fertiggestellt. Von 1220 bis 1230 wurde die heute noch existierende Nikolauskapelle errichtet, weiterhin wurde als Neuplanung die „Paradies“ genannte Säulenvorhalle (Narthex) an die Westfassade angefügt. Sie bildet mit der Kirchenaußenwand ein offenes Areal umschließendes, geschlossenes Quadrat, einem Atrium ähnlich. Im Gegensatz dazu hat es auch in der nördlichen und westlichen Außenwand Säulenfenster, nur die Südwand ist massiv, da dort bis 1855 der alte Prälaturflügel angefügt war und ein Klausurbereich bestand, der nicht eingesehen werden sollte.
Das vom Paradies umgebene Areal ohne echten Zugang wurde als Garten genutzt und wurde in späteren Jahrhunderten um ein weiteres Stockwerk mit Fachwerkmittelfront zur Unterbringung von Gästen nach dem St. Galler Klosterplan erweitert. Dazu war an der Südseite des Paradieses ein Anbau angefügt worden, der ebenfalls mit überstockt wurde. So konnte man vom südlichen Paradiesobergeschoss direkt in den Prälaturbau gelangen, der dicht an den Südturm angefügt war. Das Obergeschoss hatte ca. zwölf Räume und im Südteil einen Korridor. Die älteste bekannte Darstellung ist eine Zeichnung des wallonischen Malers Renier Roidkin von 1725. In den Jahren vor 1830 wurde es wieder entfernt.
In diese Zeit (1230–1250) fiel auch die Einwölbung des Langhausmittelschiffs mit seiner Holzflachdecke. In der Folgezeit entstand eine berühmte Schreib- und Malschule, aus der unter anderem das „Laacher Sanktuar“ (wertvolle und umfassende Gebets- und Gesangssammlung der Eucharistiefeier einschließlich der Wechselgesänge) hervorging, heute in der Universitäts- und Landesbibliothek Darmstadt untergebracht.

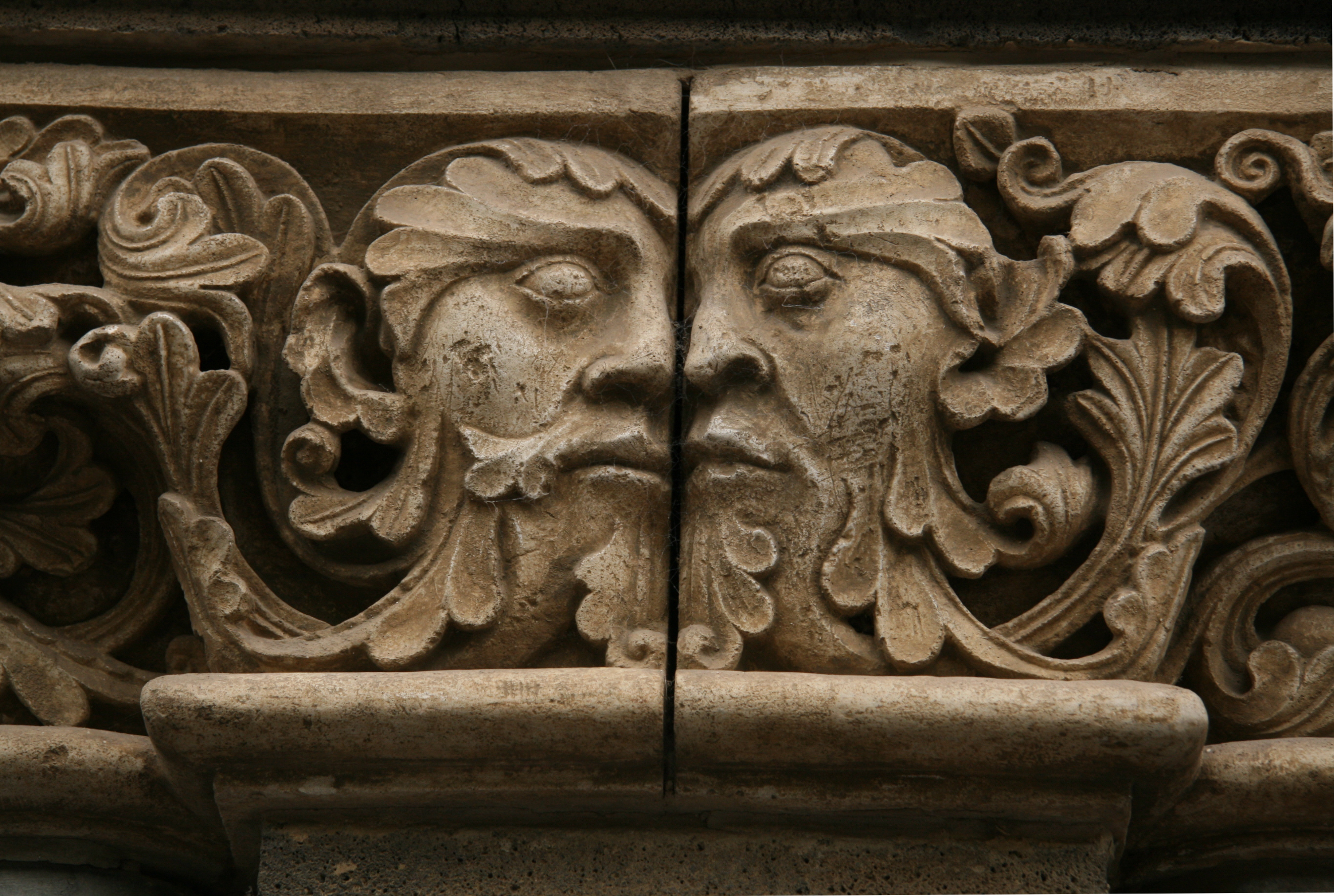
Südportal Blattmaske Laacher Samsonmeister

Nach einer schwierigen Phase zwischen 1247 und 1256 (drei Äbte, die abdankten) erfuhr das Kloster unter seinem 11. Abt Diedrich II. von Lehmen etliche Umbauten im gotischen Stil (s. u.), dazu eine völlige Erneuerung von Klosterleben und Wirtschaftlichkeit (Ankauf etlicher Güter, Höfe, Weinberge, Reliquien), so dass spätere Laacher Historiker ihn als den „zweiten Klostergründer“ bezeichneten. Nach dem Catalogus abbatum Lacensium ist er mit 42 Amtsjahren und anschließendem Rückzug ins Privatleben, nach Germania Sacra 31 – Die Benediktinerabtei Laach mit 39 Jahren  belegt (S. 101, 358). In der Folgezeit erfuhr das Kloster unter Abt Kuno von Lösnich (1295–1328) eine geistige Blüte, gotische Dachausbauten erfolgten bis um 1355, und das Klosterleben erfuhr innerhalb der nächsten 150 Jahre eine Blütezeit.
In der Zeit nach dem Konstanzer Konzil wurden die benediktinischen Reformbewegungen immer stärker umgesetzt. Der Erzbischof von Trier Johann II. von Baden förderte den Anschluss der Benediktinerklöster an die Reformbewegung des Ordens (Bursfelder Kongregation) und sandte 1469 den Prior Johann Fart von Deidesheim aus der Trierer Reichsabtei St. Maximin (~ 650–1802, nach anderen Quellen aus dem Trierer Kloster St. Maria ad Martyres, 7. Jhd.–1802) als Reformabt (1469–1491) nach Laach. Damit setzte er sich gegen seinen Kölner Amtskollegen, Erzbischof Ruprecht von der Pfalz, durch, der einen anderen für dieses Amt vorsah und acht Mönche aus dem Reformkloster Groß St. Martin sandte. Mit Johannes IV. Fart schloss sich die Abtei 1474 endgültig der reformerischen Bursfelder Kongregation an, die sein Vorgänger Abt Johannes III. Reuber eingeführt hatte. Unter Abt Simon von der Leyen (Simon de Petra, 1491–1512) und seinem zweiten und dritten Nachfolger Peter Maech von Remagen (1530–1552) und Johannes V. Augustinus Machhausen aus Koblenz (1552–1568), wurde das Kloster mit seiner inzwischen sehr umfangreichen Bibliothek ein Zentrum des Humanismus monastischer Ausprägung.

### Neuzeit

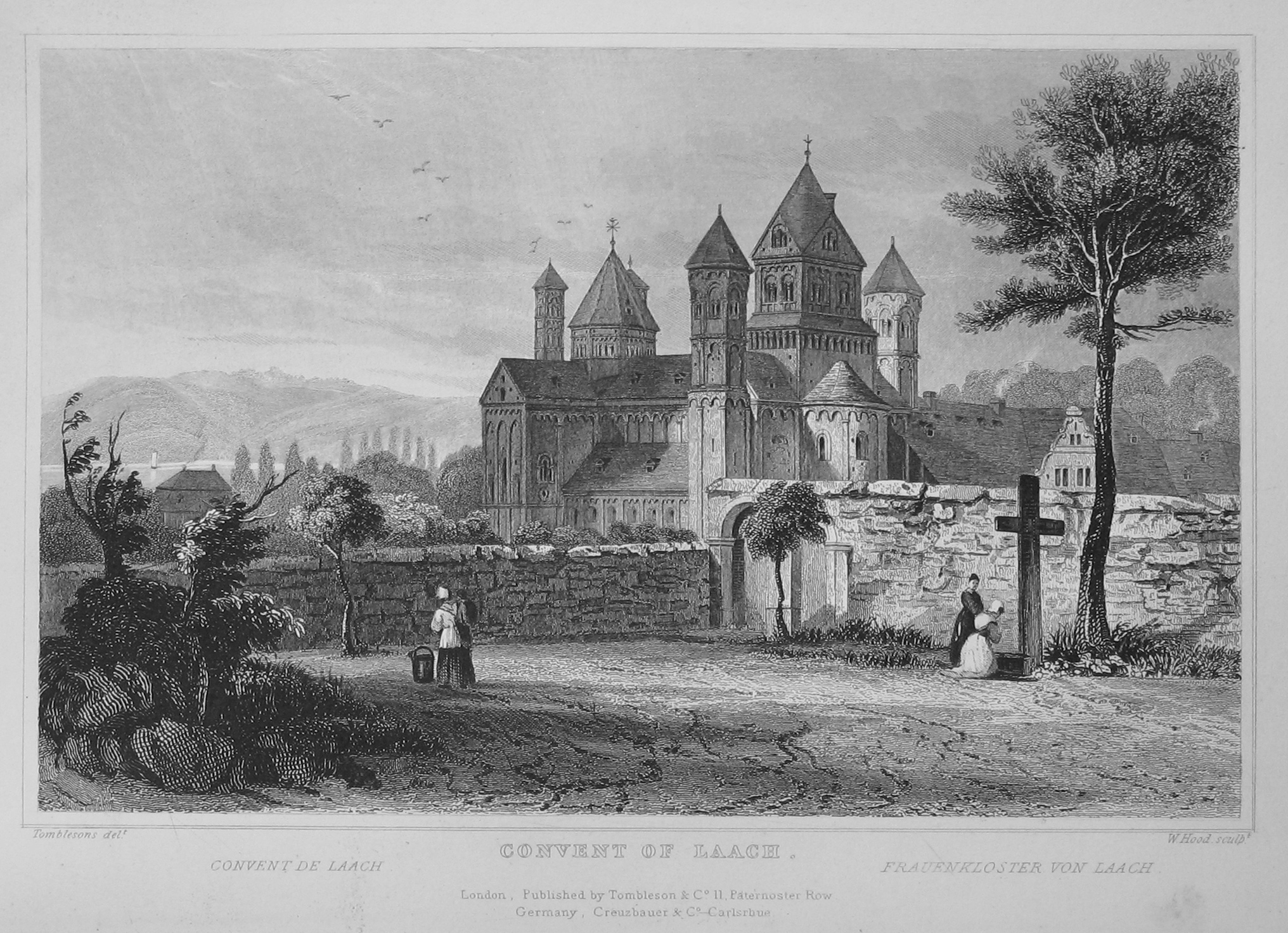
Abteikirche um 1832, Stich nach William Tombleson

Im späten 17. und im 18. Jahrhundert wurden Kloster und Kirche „barock“ ausgebaut, besonders unter dem 33. Abt Placidus Kessenich (1662–1698), weiterhin unter Abt Josef Dens (1698–1711) ein neues Chorgestühl, unter Abt Michael Godarth (1711–1718) die Bibliothek, durch Clemens Aach (1718–1731) eine neue Kanzel, unter Abt Heinrich III. Artz (1756–1766) der Ausbau des Konventsgebäudes und Refektoriums sowie das komplette Schiff der Nikolauskapelle und unter Abt Josef II. Meurer (1767–1801) der Josefflügel und zweite Innenhof.
Am 6. August 1802 (in manchen Quellen der 2. August) wurde die Abtei im Zuge der Säkularisation (Säkularisationsedikt Napoleons vom 9. Juni 1802) durch die französische Verwaltung aufgehoben, nachdem bereits am 27. September 1801 das Kloster hinsichtlich seines Laacher Güterbesitzes durch die Besatzungsbehörden enteignet worden war. Am 10. Juni, ein Tag nach dem Edikt, starb Laachs 41. und letzter, noch nicht geweihter Abt Thomas Kupp als designierter Nachfolger des 1801 verstorbenen Abtes Josef Meurer (1766–1801) – am Tage der Klosteraufhebung, auf den Tag 650 Jahre nach Gilberts Tod, hatte das 709 Jahre alte Kloster der hl. Maria zu Laach, das nur noch 17 Mönche beherbergte, kein Oberhaupt mehr.

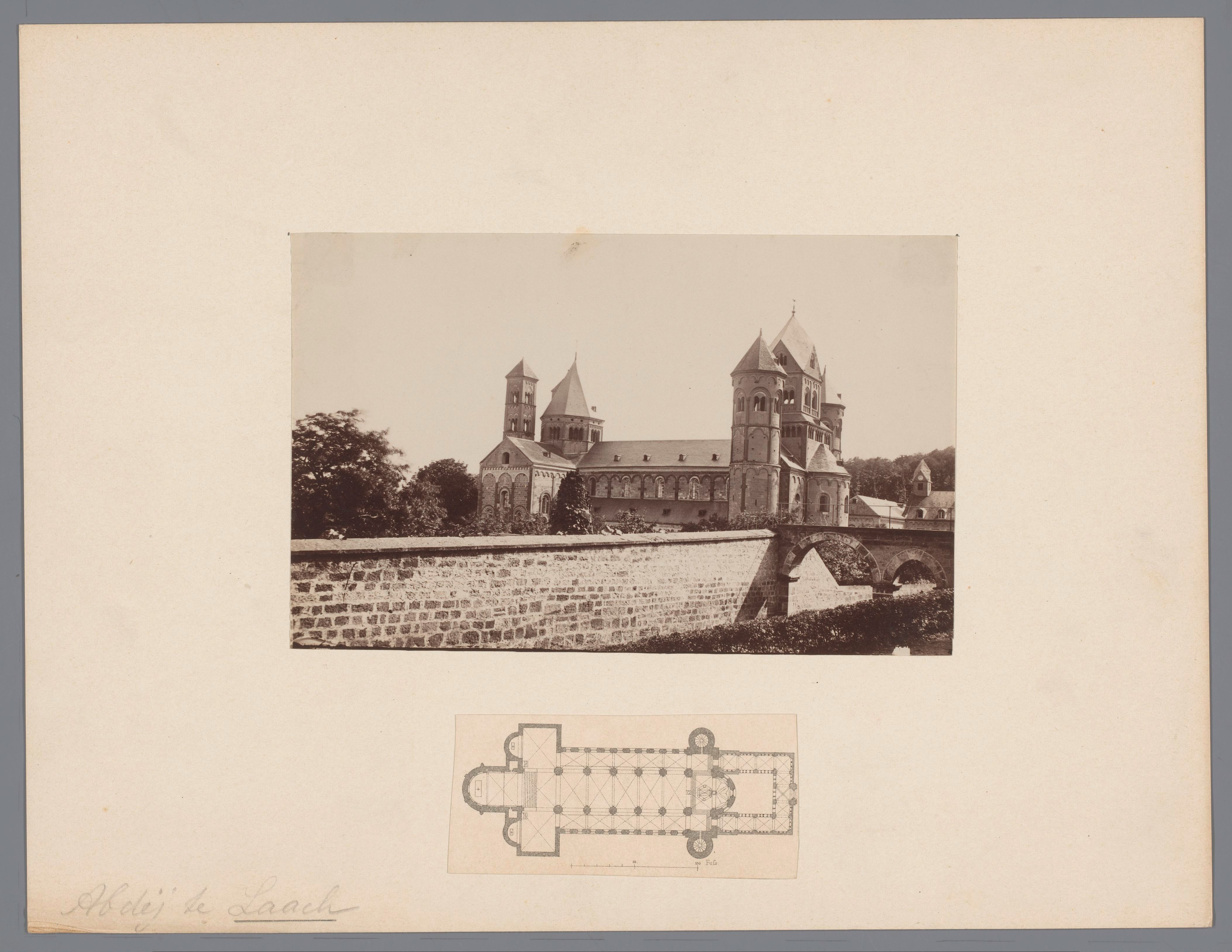
Foto der Abtei und Plan mit dem Ziborium (noch) im Westchor. Anonym (1860–1890), Sammlung Rijksmuseum Amsterdam

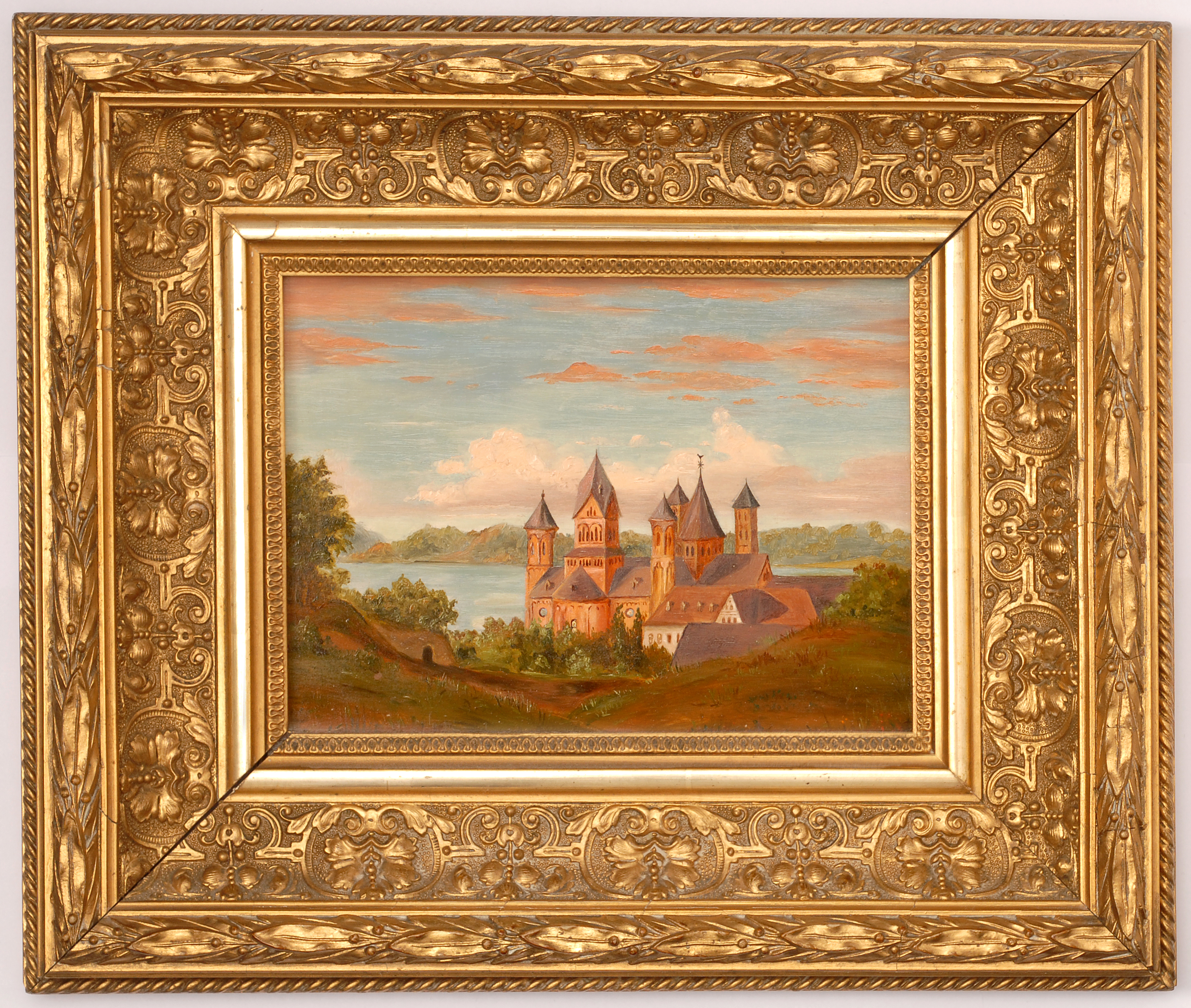
Kloster Laach (Originalbild aus dem Klosterbesitz vor 1800; Öl auf Holz, unsigniert; 19 × 13,5 cm)

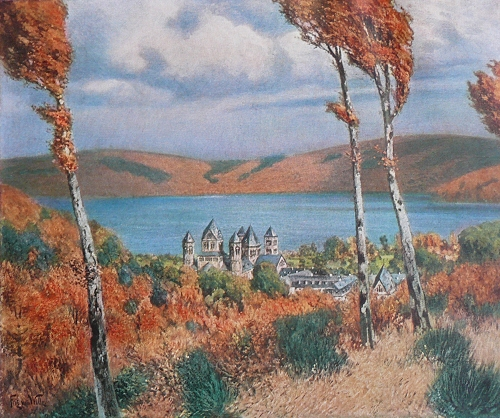
Abtei Maria Laach, Gemälde von Fritz von Wille, 1908

Die Immobilien der Abtei wurden in den Domänenbesitz des französischen Staates überführt; die beweglichen Güter gingen ebenfalls in Staats- bzw. Privatbesitz über. Sowohl die Ländereien als auch die beweglichen Güter wurden in den Folgejahren in Koblenz versteigert. Es handelte sich vielfach um hochwertige Landgüter, beispielsweise ertragreiche Weinberge an der Mosel. Die Klosteranlage sollte in eine Haftanstalt umgewandelt werden. Das schwebende Verfahren bezüglich des Schicksals der Abtei rettete sie letztendlich, da kein vorzeitiger Abriss seitens Frankreichs verfügt wurde. 1815 ging sie in preußischen Staatsbesitz über. Am 24. Januar 1820 erhielt der Verificateur Wenzel für den königlich preußischen Regierungspräsidenten in Trier, Daniel Heinrich Delius, die ehemaligen Klosterbauten, den See und die Ländereien. Das von ihm hier eingerichtete Rittergut blieb nach seinem Tod (1832) bis 1863 im Besitz seiner Kinder. Sie ließen nach einem schweren Brand der Prälatur 1855 den Ostflügel vom Kölner Dombaumeister Ernst Friedrich Zwirner neugotisch wiederaufbauen.
1863 erwarb die deutsche Jesuitenprovinz die ehemaligen Abteigebäude und errichtete dort ihr „Collegium Maximum“, baute die Bibliothek wieder auf und entfaltete eine intensive religiöse Publizistik. Seit dieser Zeit trägt die Klosteranlage den neuen Namen „Maria Laach“ und nicht mehr den seit dem Mittelalter üblichen Namen (Kloster) „Laach“, obgleich der Marienzusatz in lateinisch verfassten Urkunden gängig war. Im Rahmen des Kulturkampfs wurde das Collegium 1892 wieder geschlossen. Die Jesuiten boten die Abtei dem Benediktinerorden zur Übernahme an.
Prior Willibrord Benzler aus der Erzabtei Beuron erwirkte am 30. August 1892 in einer Audienz bei Kaiser Wilhelm II. (in seiner Eigenschaft als preußischer König) die Genehmigung zur Übernahme. Bereits am 28. November 1892 besiedelte er mit einigen Benediktinermönchen Kloster Maria Laach als Priorei erneut. Am 15. Oktober 1893 wurde das Kloster mit dem neuen Namen „Maria Laach“ als Abtei zum zweiten Mal nach 737 Jahren konsekriert und Prior Willibrord Benzler zum Abt geweiht. Die Nutzung der Kirche, die der preußische Staat erst 1923 an die Abtei übereignete, wurde den Benediktinern gewährt, nachdem sie die Mitbenutzung durch die Evangelische Kirche der altpreußischen Union (Simultaneum) akzeptiert hatten, die aber praktisch nie relevant wurde.
Als König von Preußen und Hausherr der Kirche stiftete Wilhelm II. 1898 einen neuen Hochaltar nach Entwürfen des bekannten Berliner Architekten Max Spitta (nach 1945 entfernt) und wirkte ab 1905 wesentlich bei der Mosaikausstattung des Inneren mit. Er bestimmte, dass in der Kalotte der Hauptapsis Christus Pantokrator nach dem Vorbild der Apsis der Kathedrale von Monreale, anhand einer Zeichenvorlage durch den Beuroner PaterAndreas Göser und ausgefertigt von Puhl & Wagner dargestellt wurde. 1901 besuchte der Kaiser die Abtei zusammen mit Kronprinz Wilhelm.
Einige Klostergebäude entwarf zwischen 1901 und 1913 Ludger Rincklake, selber Mönch der Abtei. 1928/29 errichtete der Frankfurter Architekt Martin Weber mehrere Erweiterungsbauten.
Ab 1924 stimmten die Mitglieder des Benediktinerklosters für die Deutschnationale Volkspartei (DNVP).
Im Jahre 1933 fand der von den Nationalsozialisten seines Amtes als Kölner Oberbürgermeister enthobene spätere deutsche Bundeskanzler Konrad Adenauer für ein Jahr Zuflucht im Kloster, das damals von seinem Schulfreund Ildefons Herwegen geleitet wurde, und lebte dort als „Bruder Konrad“. Am 12. April 1933 legte der mit Ildefons Herwegen befreundete Theologe Johannes Pinsk die Profess als Benediktineroblate der Abtei ab. Dieser baute nach dem Zweiten Weltkrieg seine durch einen Bombenangriff zerstörte Pfarrkirche Mater Dolorosa in Berlin-Lankwitz nach dem Vorbild der Klosterkirche Maria Laach wieder auf, indem er das ursprüngliche Hauptschiff der Kirche als Vorhof zum neu überdachten Querschiff gestaltete.

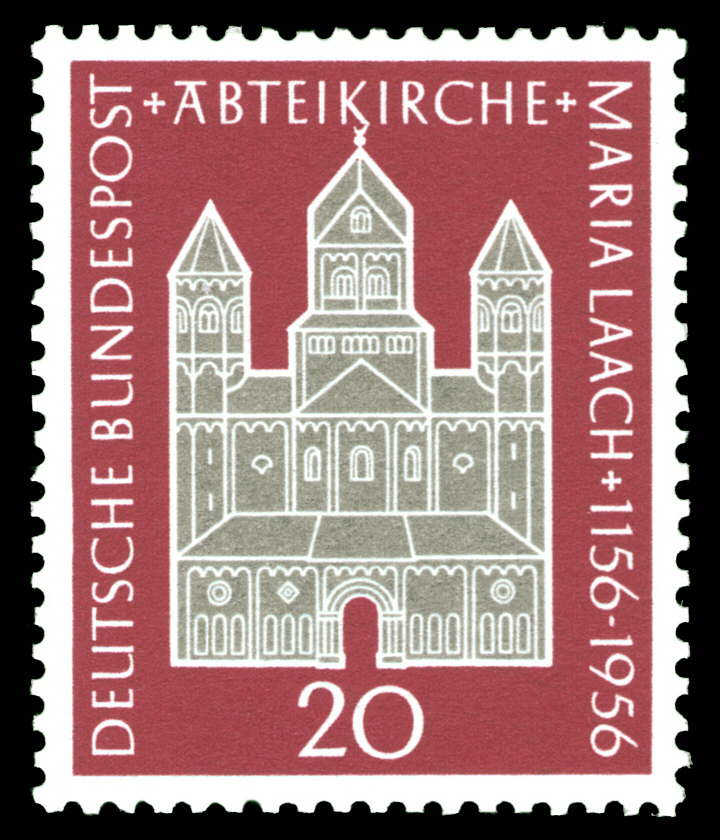
800 Jahre Abteikirche Maria Laach (Deutsche Bundespost, 1956)

Die größte Mitgliederzahl von 182 (1934) und auch die Gründung des Klosterverlages „ars liturgica“ fällt in diese Zeit. Unter Abt Ildefons Herwegen begann sich die Klostergemeinschaft intensiv mit der Liturgieforschung auseinanderzusetzen. 1948 wurde ein eigenes Institut für diese theologische Disziplin eingerichtet.
1937 und 1956 (800-jähriges Weihejubiläum) begannen zwei große Renovierungsprojekte, durch die zunächst das äußere und dann das innere Erscheinungsbild der Abteikirche an das ursprüngliche Aussehen angenähert wurden. Geleitet wurden die Baumaßnahmen in den 1950er Jahren von Stefan Leuer, Professor für Kirchenbau und Architektur an den Kölner Werkschulen.
Die Abtei und der Laacher See wurden 1984 in die Liste der Bewerber zum Welterbe aufgenommen, jedoch 1993 zurückgezogen.
Am Sonntag, 27. August 2006 feierte die Benediktinergemeinschaft des Klosters mit dem Bischof von Trier Reinhard Marx die Festmesse zum 850. Weihetag der Kirche.
2021 lebten 25 Mönche und 2 Klaustral-Oblaten in der Abtei.

### Äbte
Insgesamt leiteten (einund)vierzig Äbte das Kloster Laach von 1138 an (Gilbert van Laach, ab 1127 als Priorei) bis 1801 bzw. 1802, als Thomas Kupp, als designierter 41. Abt und Nachfolger des 1801 verstorbenen Josef Meurer, bereits am 10. Juni 1802, einen Tag nach dem Säkularisationsedikt Napoleons, noch nicht geweiht starb und somit sein Amt nicht mehr antreten konnte. Wenige waren so lange im Amt wie Dietrich (Theoderich) II. von Lehmen (1256–1295), der nach 39 Jahren sein Amt zur Verfügung stellte und noch zwölf Jahre als Privatmann lebte, sein Nachfolger Kuno (1295–1328), einer der weisesten Äbte mit 33 Jahren, Wilhelm II. von Leutesdorf mit 40 Jahren (längste Amtszeit) und der (vor)letzte Abt Josef Meurer mit 35 Jahren. Zwei Äbte wie der 7. Abt Dietrich (Theoderich) I. von Trier (1235–1248) wechselten nach Rücktritt zu anderen Klöstern (Minoritenkloster in Andernach). Um die sechs Äbte dankten ab, ein Abt wurde seines Amtes enthoben. Baulich tätig waren außer den ersten sechs Äbten besonders Dietrich II., Wigand II. von Panau und die Äbte des Barock, Placidus Kessenich, Michael Godarth, Josef I. Dens und Clemens Aach.

### Führungskrise ab 2014
In eine Leitungskrise geriet die Abtei im Jahr 2014, als der seit 2002 amtierende Abt Benedikt Müntnich von den Mönchen nicht wiedergewählt wurde. Als Oberer des Klosters wurde von der Leitung der Beuroner Benediktiner-Kongregation Pater Albert Sieger als Administrator eingesetzt; das Amt gab er im Mai 2016 auf. Daraufhin wurde Pater Andreas Werner aus der Abtei Gerleve für drei Jahre zum vorübergehenden Leiter bestimmt; er lehnte 2018 aus Altersgründen die Bitte der Laacher Mönche ab, als Abt zu kandidieren, und kehrte Ende April 2019 in seine Heimatabtei zurück. Am 5. und 6. Mai 2019 wurde eine Abtwahl unter Leitung von Pater Albert Schmidt, dem Abtpräses der Beuroner Kongregation, anberaumt, die aber ohne Ergebnis unterbrochen wurde, da die nötige Zweidrittelmehrheit von keinem Kandidaten erreicht wurde. Laut Angaben der Katholischen Nachrichten-Agentur besteht im Konvent ein Dissens über die zukünftige Ausrichtung der Abtei, konkret um die Frage, ob die Abtei sich weiter für Touristen und Veranstaltungen öffnen oder wieder stärker ein zurückgezogenes klösterliches Leben führen solle. Subprior Pater Petrus Nowack leitete zunächst kommissarisch die Abtei. Am 17. Juni 2019 ernannte ihn der Abtpräses mit Zustimmung des Kongregationsrats der Beuroner Kongregation für drei Jahre zum Prior-Administrator mit allen Rechten und Pflichten eines Oberen, jedoch nicht im Abtsrang. Petrus Nowack wurde 1956 geboren und wuchs in Frankfurt am Main auf. 1975 trat er in die Abtei Maria Laach ein und empfing nach Studien in Trier und Salzburg 1983 die Priesterweihe. Zeitweise war er Sekretär von Abt Anno Schoenen und war wiederholt als Prior und Subprior in die Leitung des Klosters eingebunden. Gleichzeitig ernannte der Abtpräses den früheren Abt der Abtei Neuburg bei Heidelberg, Franziskus Heereman, zum Visitator, der in der nächsten Zeit den Prior-Administrator und die Gemeinschaft der Mönche in Maria Laach begleiten und unterstützen soll.
Am 19. Juni 2020 gab die Abtei bekannt, dass eine 2019 bei der römischen Religiosenkongregation beantragte Apostolische Visitation stattfinden werde. Zu Visitatoren ernannte die Kongregation den Eichstätter Bischof Gregor Maria Hanke OSB und Abtpräses Barnabas Bögle aus der Abtei Ettal. Die Laacher Mönche erhoffen sich davon einen „Dienst zum Frieden in Maria Laach“. Die Visitatoren statteten der Abtei am 1. Juni 2020 einen ersten Besuch ab.

## Wappen

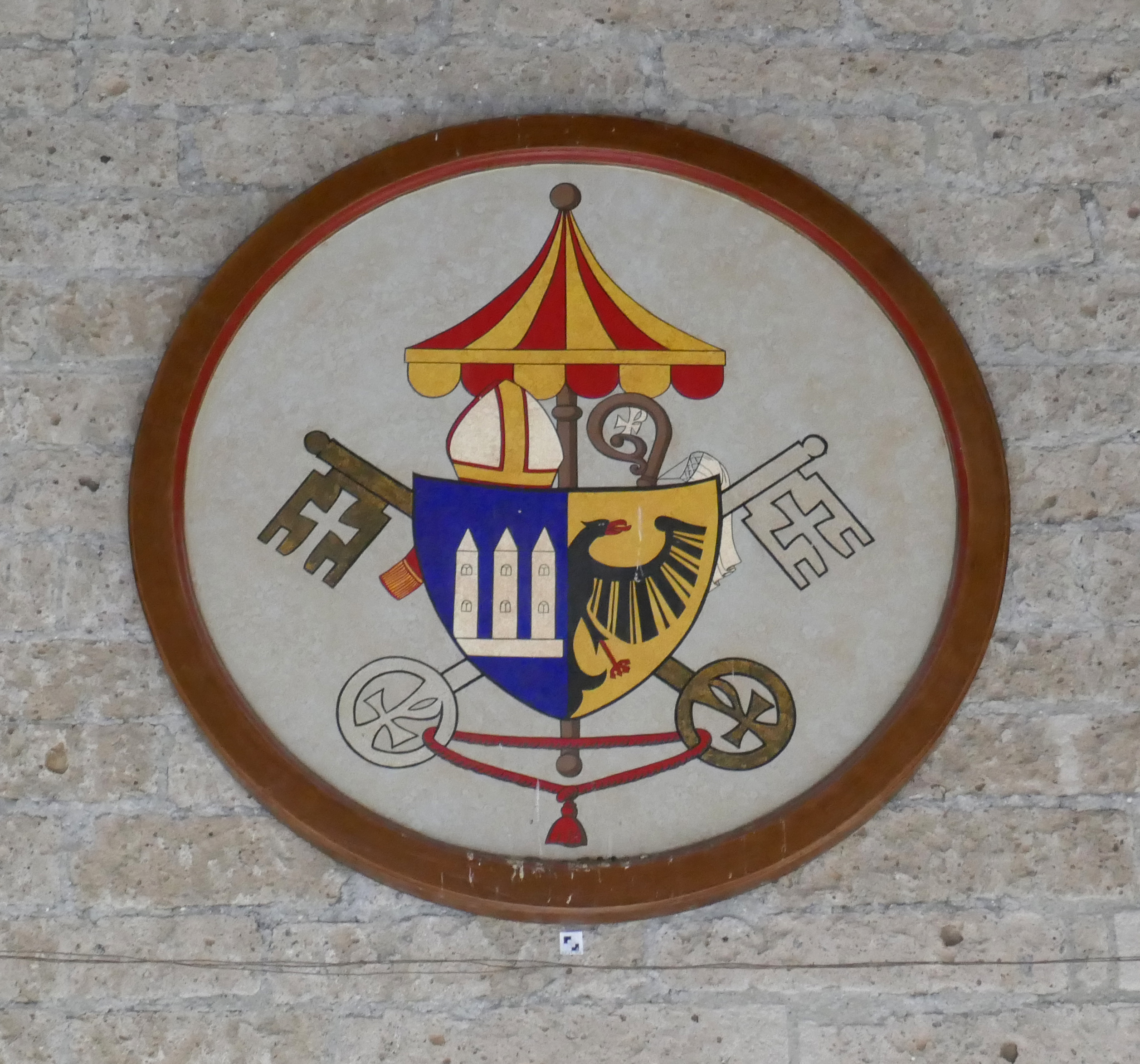
Wappen Maria Laachs als Päpstliche Basilica minor

Das Vollwappen der Abtei Maria Laach ist unterhalb der Gewölbedecke an der hinteren Paradieswand gegenüber dem Eingang angebracht, gotischer Dreiecksschild mit gewölbten Flanken.
Blasonierung: „Gespalten von Blau und Gold, vorne drei spitzbedachte silberne Türme mit je zwei pfahlweisen schwarzen Doppelfenstern auf einem ebensolchen, aus dem Schildrand wachsenden Balken, hinten ein rotbewehrter, halber schwarzer Adler am Spalt.“
Timbrierung (Zusätze des Wappenschildes): „Hinter dem Schild ein unten beknaufter, goldener Rundstab, den oben mit einer goldenen Kugel besteckten, rot-gelb abwechselnden, sechsstreifigen, unten mit einer gelben Kante und sechs halbkreisförmigen Bordüren in umgekehrter Farbfolge abgeschlossenen Baldachin über dem Schild tragend, belegt mit einem gekreuzten rechtsschrägen goldenen und linksschrägen silberner Schlüssel, die Bärte nach außen weisend, die Ringreiden mit eingeschlossenem Christusmonogramm mit roter geschlossener, verknoteter Kordel und Quaste unterhalb des Schildes verbunden, auf dem Schildrand vorne der Bischofshut des Nikolaus mit gelbem Band und roter, aus der Schildflanke wachsender Fahne, hinten ein wachsender, schräglinker, goldener Abtstab mit eingeschlossenem silbernem Christussymbol und abwehendem silbernem Velum.“
Der Wappenspruch lautet: „pax in virtute“ (lat. Frieden in Tugend)
Wappenerklärung: Die drei Türme mit Balken (= Querhaus) stehen als Symbol der Laacher Basilika (siehe auch das Gleeser Wappen), der halbe Adler in den Farben des Reichsadlers für den Anspruch der Abtei im 17. Jahrhundert, Teile des Abteibesitzes reichsunmittelbar innezuhaben. Auf anderen Darstellungen des Schildes ist der Balken schwebend ohne Kontakt zu Schildrand und Türmen, der mittlere Turm erhöht. Eine ältere Version hat anstelle der drei Türme mit Balken vorne die silberne Silhouette der Abteikirche von Westen, den Adler mit goldenem Nimbus. Die Schlüssel sind die des Petrus und Bestandteil bestimmter klerikaler Wappen wie das des Papstes, des Kardinalkämmerers bei Sedisvakanz und das einer Basilica maior.
Wappengeschichte: Erstmals 1636 erwähnt, stammt die älteste Abbildung aus dem Jahre 1718 auf dem Siegel des Laacher Konventualen (Mönch oder geistlicher Ritter mit Sitz und Stimme im Konvent) Johann Esken als Apostolischer Protonotar unter Papst Clemens XI. Später erschien es häufiger, oft zusammen mit dem jeweiligen Abtswappen. Der Baldachin ist seit der Ernennung zur Basilica minor 1926 durch Papst Pius XI. Bestandteil des Wappens.

## Klosterkirche

### Bauwerk

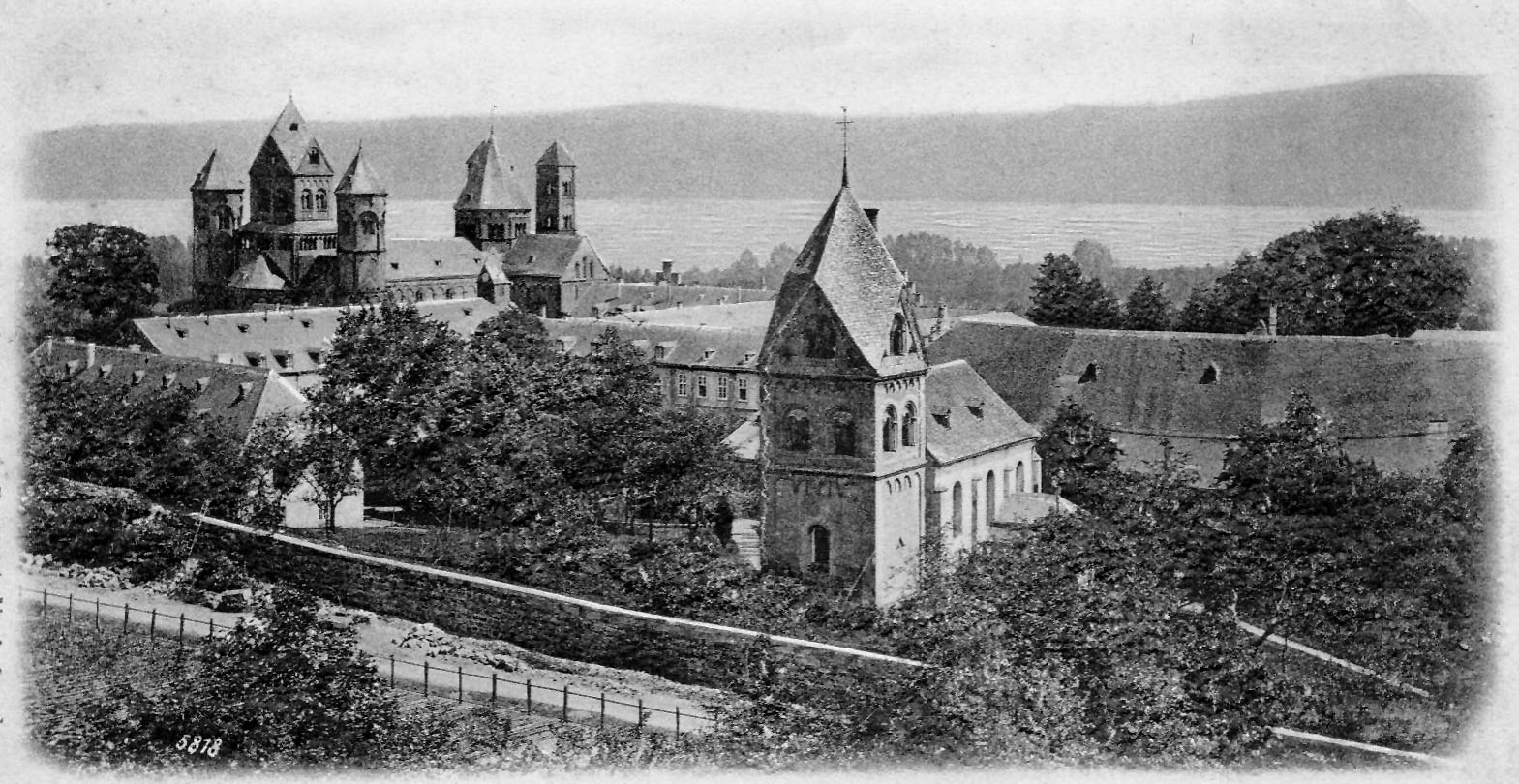
Maria Laach um 1900; achteckiger Vierungsturm noch mit Spitzhelm von 1355, im Vordergrund die Nikolauskapelle

Die Abteikirche von Maria Laach ist eines der am besten erhaltenen und hervorragenden romanischen Bauwerke Deutschlands. Das liegt vor allem daran, dass die Abteikirche von späteren Umbauten fast völlig verschont geblieben ist. Veränderungen während der Gotik (spitzere Turmdächer) und des Barock (erweiterte Seitenschifffenster) wurden während der Renovierungsarbeiten des 20. Jahrhunderts wieder rückgängig gemacht. Der Bau erscheint deshalb trotz seiner langen Bauzeit sehr harmonisch und zeitecht.
Der Bauplan des Klosters folgt dem sogenannten St. Galler Klosterplan, der vom damaligen Abt Gozbert von St. Gallen mit Benedikt von Aniane auf der Synode von Aachen 816 ausgearbeitet wurde. Als Baumaterial fanden braun-gelber Laacher Tuff, weißer Kalkstein aus Lothringen, roter Kyll-Sandstein in der ersten Bauphase, später grauer Tuff aus Weibern und Basaltlava des Veitskopfes (Augitlava, nördlich des Laacher Sees) und aus Niedermendig Anwendung. Während früher die Dächer kupfergedeckt waren, sind sie seit dem 19. Jahrhundert in landesüblichem Schiefer eingedeckt.
Die Klosterkirche, auch Laacher Münster bezeichnet, ist in ihrer Gestalt eine doppelchörige, dreischiffige Pfeilerbasilika mit zwei Querhäusern (Transepten), überhöht von sechs Türmen. Beide Querhäuser sind jeweils mit einem Turm – dem Mittelturm im Westen und dem Vierungsturm (Oktogon) im Osten – bekrönt, die je von zwei Türmen flankiert werden: Der Mittelturm mit der Glockenstube von zwei niedrigeren Rundtürmen im Westen und der Vierungsturm (seit der Reromanisierung durch den flacheren Helm wieder niedriger als die Seitentürme) von zwei höheren quadratischen Flankentürmen im Osten (1177 Vollendung von Ostchor, Flankentürmen, 1230 Vollendung des Westteils). Bis auf den runden Nordwestflankenturm, der eine Treppenwendeltonne enthält, sind alle drei anderen Seitentürme hohl. Der südliche runde Flankenturm beherbergte ebenfalls Glocken. Die Außenwände sind mit Lisenen versehen. Eine Besonderheit ist das später (1225–1235) angebaute Paradies.
Der Bau steht so in der Tradition der großen rheinischen Kaiserdome in Speyer, Mainz und Worms. Das Äußere verkörpert die Idee der romanischen Gottesburg, die durch das verhältnismäßig kurze Langhaus noch verstärkt wird. Klare und schlichte Linien herrschen bei der Gliederung des Außenbaus vor. Als Grundriss stellt es ein Kreuz dar – Symbolik für Gott, den Herrn. Weiterhin stehen das Westwerk gegen Sonnenuntergang (die dunkle Seite) für den Adel als „Wehrstand“ (Beschützer), das Ostwerk gegen Sonnenaufgang (die lichte Seite) für den Klerus als „Lehrstand“ und das mehrschiffige Langhaus (Mittler zwischen beiden) für das Volk als „Nährstand“.

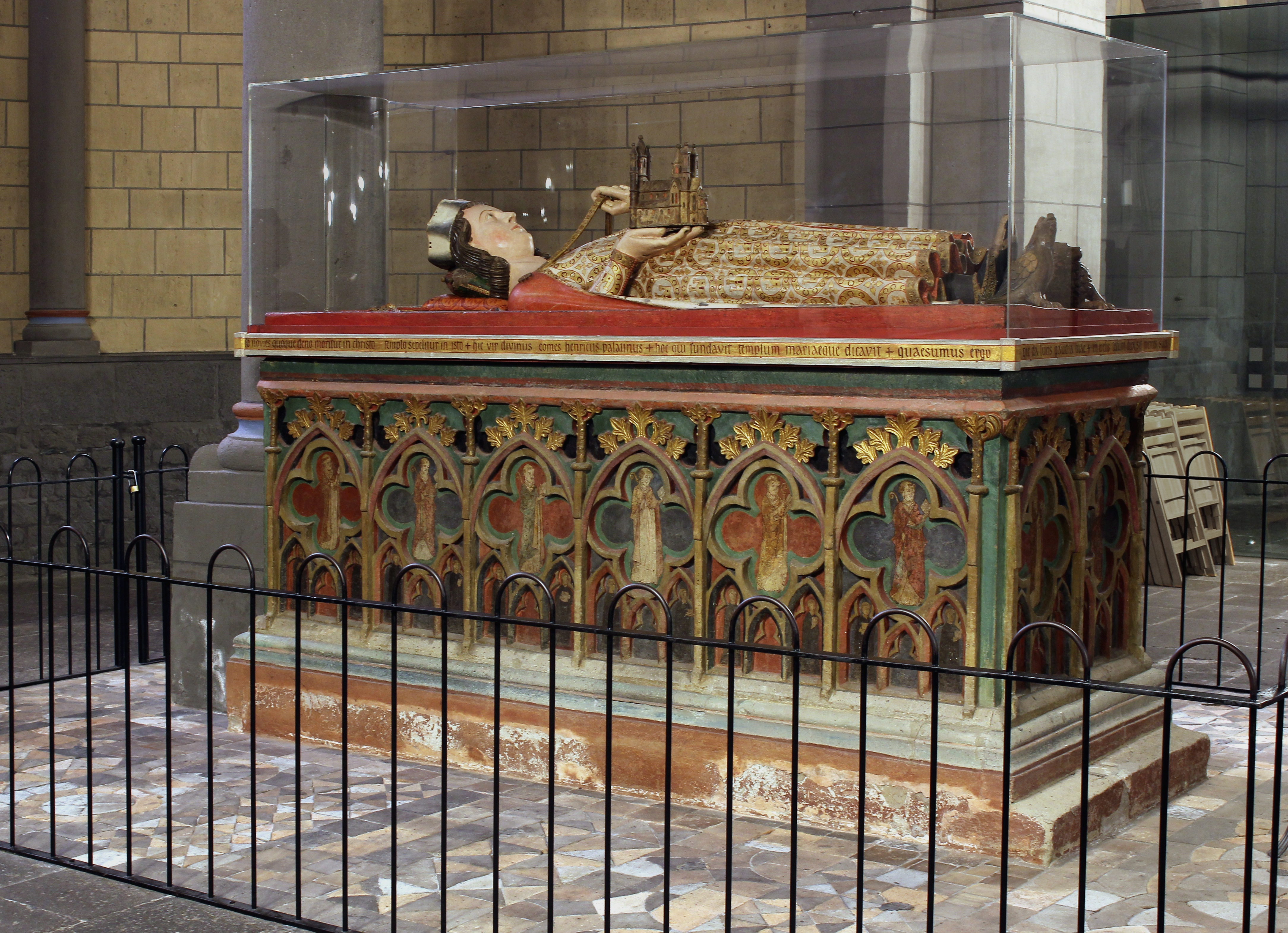
Grabmal Pfalzgraf Heinrichs II. von Laach

#### Innenraum
Im Inneren ist die Basilika ebenfalls recht schlicht gehalten, ohne viele aufwendige Blendbögen und Arkaden. Im frühen 13. Jahrhundert erfolgte die Einwölbung des bis dahin mit einer flachen Balkendecke versehenen Mittelschiffs des Langhauses. Im Ostchor, in dem die Messen gefeiert werden und sich das Chorgestühl des Konvents befindet, hat sich als Hochaltar ein einzigartiger Ziborienaltar erhalten. Dieses Ziborium ist ein auf Säulen gestützter Baldachin. Es wurde 1256 unter dem 11. Abt Theoderich (Dietrich) II. von Lehmen (1256–1295; † 1307), erworben (im 17. Jahrhundert erhöht) und überspannte damals das 1256 im Langhaus am Ostende des dritten Joches (viertes Pfeilerpaar von Westen gesehen) neugeschaffene Hochgrab (Grube mit Sarkophag, darüber prachtvolle Gründerfigur aus Holz auf eigentlicher Tumba) des Abteistifters Pfalzgraf Heinrich II. von Laach, das sich früher im Kreuzgang befand, da das Langhaus noch nicht fertiggestellt war. Es diente demnach der Nobilitierung des verstorbenen Stifters der Abteikirche, wobei bildsprachlich auch kritische Aspekte der weltlichen und kirchlichen Realitäten der Zeit in die Gestaltung des Ziboriums einflossen. Seit 1947 fungiert es als Altarziborium im Ostchor der Abteikirche, wurde allerdings ohne die ursprüngliche Zwerggalerie versetzt und aufgestellt. Abt Theoderich ließ auch im Gotischen Stil einige Turmdächer erhöhen – mit Simsen aufgemauerte Turmabschlüsse und steilere Helme – und die frühgotischen Fenster in den Ostchor brechen; unter dem 15. Abt Wigand von Panau (1335–1360) fanden die Turmaufstockungen ihren Abschluss. Während der Amtszeit des 22. Abtes Simon von der Leyen (Simon von Petra, 1491–1512) wurden auf dessen Betreiben die berühmten Pfeilerfresken des heiligen Benedikt (Ordensstifter, Südwestpfeiler Westchor), Nikolaus (Mitpatron der Abteikirche mit integriertem Bild des Abtes Simon, derselbe Pfeiler, Nordseite) und Christophorus (Nordwestpfeiler, Südseite) angebracht und das Paradies aufgestockt. Bis ins 19. Jahrhundert hinein war das Paradiesportal mit einer Doppeltür verschlossen. In den Folgejahren wurden die Klosterbauten verändert und ausgebaut.
Im 16. Jahrhundert besaß die Abteikirche 16 Altäre, einer im Westchor, acht im Langhaus, zwei im Ostchor, je einer in den Seitenapsiden des Querhauses, einer – ein Sacellum (Kapelle) – im Nordteil des Querhauses, zwei davon in der Krypta. Sie waren verschiedenen Heiligen gewidmet und dienten deren Verehrung. Der in der Mitte des Langhauses beim Gründergrab platzierte „Altar der 10000 Märtyrer“ diente oft angehenden Priestermönchen zur Erstfeier der heiligen Messe mit ihren Familien. Diese Altäre wurden im 17. Jahrhundert entfernt und zum Teil durch andere Altäre oder Baulichkeiten ersetzt. Eine Quelle der Aufstellung der Altäre und ihrer Verwendung beschrieb der Koblenzer Abt Johannes V. Augustin Machhausen in seinem Rituale Hyparchiae.
In den Jahren 1662–1668 wurden unter Abt Placidus Kessenich (1662–1696) die Kircheninnenräume barockisiert. Er ließ den Westchor absenken und den Boden des Langhauses aufschütten, um das Hochgrab des Gründers mit Baldachin angemessen in den Westchor zu versetzen. Des Weiteren wurden auf sein Geheiß hin die Seitenschifffenster romanischer Größe auf barocke Vorstellungen erweitert (im 20. Jahrhundert wieder rückgängig gemacht). Erhalten geblieben ist der um 1695 geschaffene Hochaltar, der nach Aufhebung der Abtei in die Pfarrkirche von Kesseling gelangte. Unter seinen Nachfolgern Josef Dens (1696–1711) und Clemens Aach (1718–1731) wurde ein neues Chorgestühl gegen das von Abt Simon von der Leyen (1491–1512) errichtete ausgetauscht und eine geschnitzte Kanzel eingebaut. Abt Heinrich III. Artz (1756–1766) – sein Wappen ist heute noch an einer Gebäudefront zu sehen – ließ das Konventsgebäude erweitern und aufstocken, dann 1757 das alte Kirchenschiff der Nikolauskapelle zu einem dreiachsigen Saal ausbauen, mit neuen Strebepfeilern und einem dreiseitigen Chorschluss. Das Refektorium der Abtei erfuhr ebenfalls eine Veränderung. 1775 wurde unter Abt Josef II. Meurer (1766–1801) von Johannes Seiz, einem Schüler Balthasar Neumanns, der Josefflügel an die Klostergebäude angefügt. Der Flügel existiert mit einem von PaterLudgerus Rincklake gestalteten Mansarddach heute noch. Dabei wurde der sich südlich an den Kreuzgang anschließende zweite Binnenhof unter Einbeziehung des bestehenden Westflügels ausgebaut. Von den alten Klostergebäuden aus Mittelalter und Renaissancezeit hat sich nur der Turm der Nikolauskapelle von 1230 aus der Zeit Abt Gregors erhalten.

#### Renovierungen und Restaurierungen im 19./20. Jahrhundert

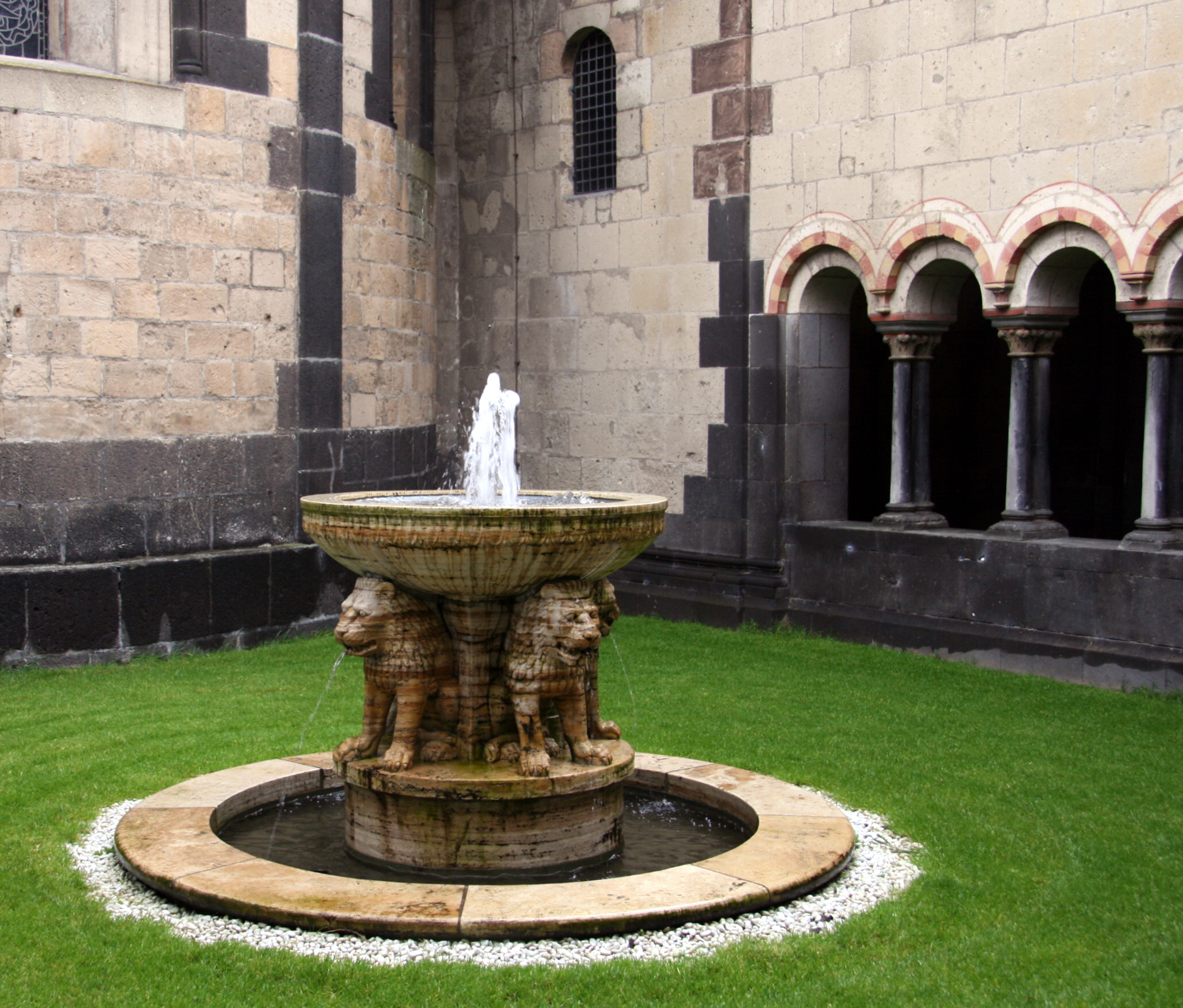
Löwenbrunnen im „Paradies“

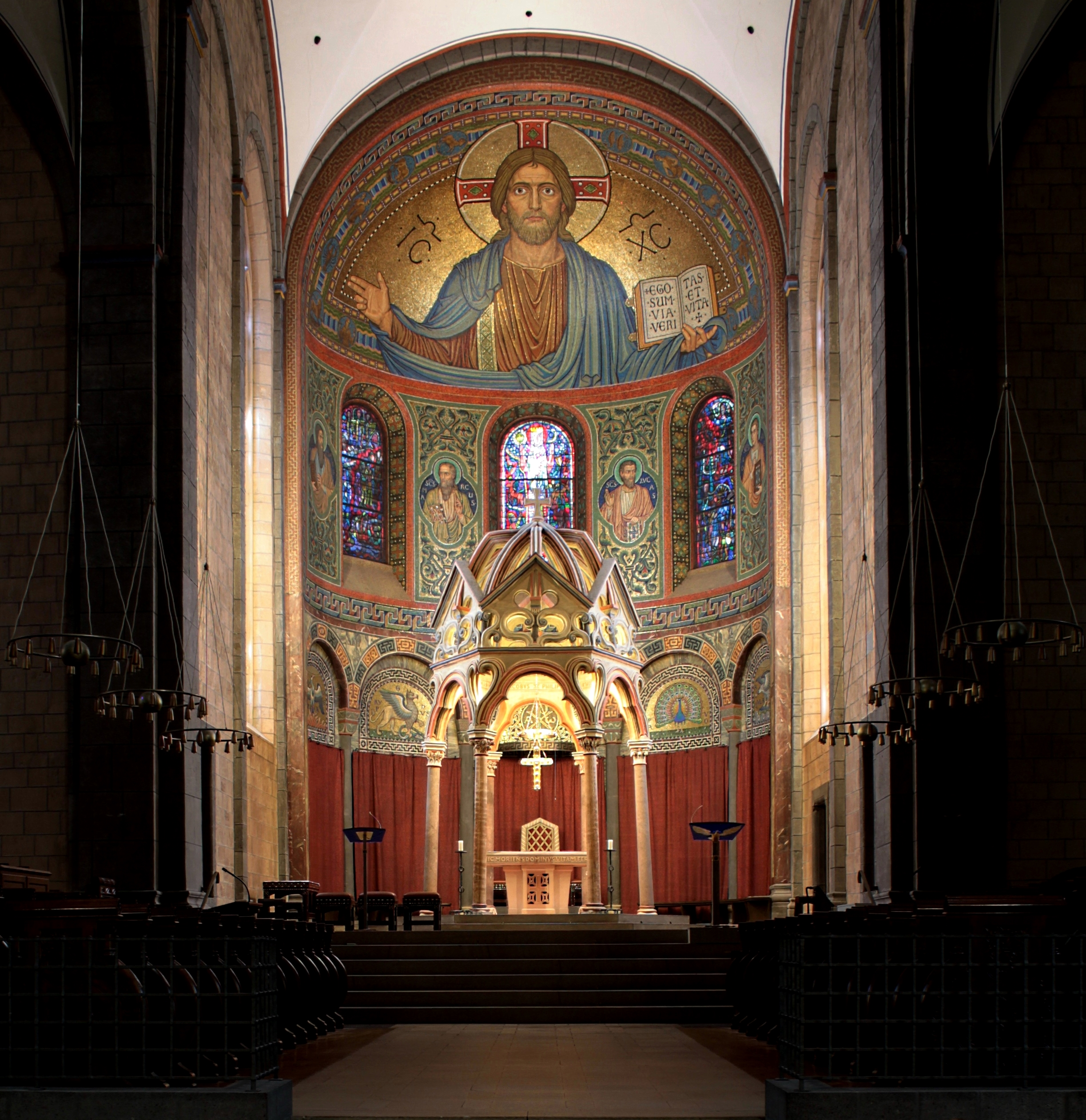
Hauptapside mit dem Ziborium

Im 19. Jahrhundert wurden zwei große Renovierungsarbeitskampagnen durchgeführt (1830/1840er und 1880er Jahre), um die schweren Schäden (Gewölbe, Dächer) zu beheben, die infolge der zweiten Seespiegelabsenkung durch einen fünf Meter unter dem Fulbert-Stollen von den Familien Delius 1842–1844 gebauten neuen Abfluss aufgetreten waren, und um die Brandschäden des Jahres 1885 auszubessern (Klosterfront und Prälatur brannten ab). Dabei wurde um 1830 das Paradies um das Obergeschoss wieder auf die ursprüngliche Form reduziert. Lange noch sah man an der Kirchenaußenwand die Spuren des ehemaligen Obergeschosses.
1902 begannen erste „Reromanisierungsarbeiten“, und die Seitenschifffenster (1668 barock erweitert) erhielten wieder ein romanisches Maß. In der großen Restaurierungsphase 1937 wurden spätgotische und barocke Elemente (Spitzdach von Mittelturm und Oktogon nebst dortiger Aufmauerung mit Kleeblattdurchlässen) entfernt, der Löwenbrunnen im Hortus conclusus (abgeschlossener Garten) des Paradieses durch PaterRadbod Commandeur fertiggestellt.
Das Ziborium der Abteikirche ist kein Gewölbebau im klassischen Sinne. Seine Steinkonstruktion ist aus monolithischen Platten, Säulen und Rippen zusammengesetzt, wird von schmiedeeisernen Klammern zusammengehalten und ähnelt somit eher den um ein halbes Jahrhundert jüngeren steinernen Turmhelmen der Gotik. Das Laacher Ziborium ist eine der eigenwilligsten Kleinarchitekturen der deutschen Romanik. Dieses Grabmonument stand ursprünglich im Mitteljoch der Kirche über der 1988 ergrabenen Begräbnisstätte des Stifters und wurde 1695 in den Ostchor verlagert. In mehreren frühen Urkunden über Schenkungen an das Kloster ist zunächst nur von einem Marienaltar in der Kirche die Rede. Obwohl durch schriftliche Überlieferungen nicht zweifelsfrei belegt, ist es wahrscheinlich, dass er unter Abt Dietrich von Lehmen (1256–1295) mit diesen steinernen Baldachin bekrönt wurde. Nach 1695 befand sich das ursprünglich bemalte Ziborium im Westchor über dem damals ebenfalls dorthin verlegten Grab des Pfalzgrafen Heinrich. Seit dem Frühjahr 1947 ist das Ziborium wieder an den Hochaltar versetzt, doch wurde es durch die Entfernung der Zwerggalerie unvorteilhaft verändert.
In den Jahren 1955/56 erfolgte ferner ein Umbau des Vorplatzes nach Plänen des einflussreichen Garten- und Landschaftsarchitekten Hermann Mattern. Diese Maßnahme hatte zum Ziel, den Bereich gestalterisch zu klären sowie räumlich neu zu ordnen, um die Besucherströme fortan nicht mehr seitlich an die Kirche heranzuführen, sondern stattdessen von Westen, also frontal auf das Paradies zu leiten. Ebenfalls 1956 wurden zur 800-Jahr-Feier der Weihe auch der Innenraum in Annäherung an die ursprüngliche Gestaltung wiederhergestellt und die Aufschüttungen aus der Zeit Abt Kessenichs zur Anpassung der Westchorabsenkung entfernt. Dazu mussten die Säulenbasen neu unterlegt werden.

### Glocken
1894/99 erhielt die Abtei sechs neue Kirchenglocken von den Glockengießereien Adrien Causard aus Tellin und Firmin Causard aus Colmar. Damit hat die Abteikirche neben dem Speyerer Dom als einzige Kirche in Rheinland-Pfalz ein komplettes Glockenensemble, das zwischen dem Dreißigjährigen Krieg und dem Ersten Weltkrieg geschaffen wurde und auch das einzige Großgeläute dieser renommierten Firma in Deutschland.
1991 wurde das Laacher Geläut zum 900-jährigen Gründungsjubiläum durch sechs weitere Glocken von der Karlsruher Glockengießerei Bachert ergänzt.
| Nr. | Name                 | Gussjahr | Gießer, Gussort         | Masse (kg) | Schlagton |
| 1   | Regina Coeli         | 1899     | Adrien Causard, Tellin  | 4.864      | b0        |
| 2   | Maurus               | 1899     | Adrien Causard, Tellin  | 2.757      | des1      |
| 3   | Benedictus           | 1899     | Firmin Causard, Colmar  | 1.876      | es1       |
| 4   | Joseph               | 1894     | Adrien Causard, Tellin  | 1.006      | f1        |
| 5   | Catharina            | 1991     | Karin Andris, Karlsruhe | 1.064      | ges1      |
| 6   | Laurentius           | 1894     | Adrien Causard, Tellin  | 710        | as1       |
| 7   | Matthias             | 1894     | Adrien Causard, Tellin  | 517        | b1        |
| 8   | Engel                | 1991     | Karin Andris, Karlsruhe | 445        | ces2      |
| 9   | Nicolaus             | 1991     | Karin Andris, Karlsruhe | 362        | des2      |
| 10  | Scholastica          | 1991     | Karin Andris, Karlsruhe | 285        | es2       |
| 11  | Eucharius & Valerius | 1991     | Karin Andris, Karlsruhe | 200        | ges2      |
| 12  | Heribert & Anno      | 1991     | Karin Andris, Karlsruhe | 146        | as2       |

### Orgeln
Die Abteikirche verfügt über zwei Orgeln: Die Hauptorgel auf der Westempore und die Chororgel an der Westwand des südlichen Querhauses. Abteiorganist ist Gereon Krahforst, der 2015 die Nachfolge von Johannes Trümpler antrat.
2023 führte die Werkstätte für Orgelbau Mühleisen aus Leonberg eine umfassende Renovierung, bestehend aus der Reinigung beider Orgeln einschließlich sämtlicher Pfeifen, der Neuintonation und Erweiterung beider Orgeln sowie der Planung, Konstruktion und Lieferung zweier neuer Generalspieltische samt großer Setzeranlage. Der erste neue Generalspieltisch befindet sich auf der westlichen Orgelempore an der Hauptorgel; der zweite wurde im Chorgestühl der Mönche installiert. U.a. wurden im Gehäuse der Hauptorgel – für den Betrachter nicht sichtbar im Prospekt – im Bereich des Oberwerks horizontale Chamaden angebracht. Die bis 2023 lediglich mit mechanischen Spiel- und Registertrakturen versehene Chororgel wurde zusätzlich mit elektrischen Trakturen versehen und ist nun ebenfalls von beiden Generalspieltischen aus anspielbar. Sie wurde um ein Register samt einer Extension erweitert; die neue Aeoline 8′ (mit 4′-Extension) ist allerdings nur elektrisch an den Generalspieltischen ansteuerbar. Ferner wurden die Lücken zwischen der Hinterwand ihres Gehäuses und der Kirchenwand zugebaut, und in diesem Zuge erhielt sie (für das I. Manual) an der Seite eine Schwellkonstruktion, die ebenfalls nur von den Generalspieltischen aus zu bedienen ist. Das gesamte Projekt, die Aufmachung und alle Details der Generalspieltische sowie die Erweiterungs-Disposition wurden nach langen Beratungen von Pater Philipp Meyer OSB (erster Kantor der Abtei), Gereon Krahforst (Abteiorganist) und Karl-Martin Haap (Geschäftsführer von Mühleisen und Orgelbaumeister) geplant.

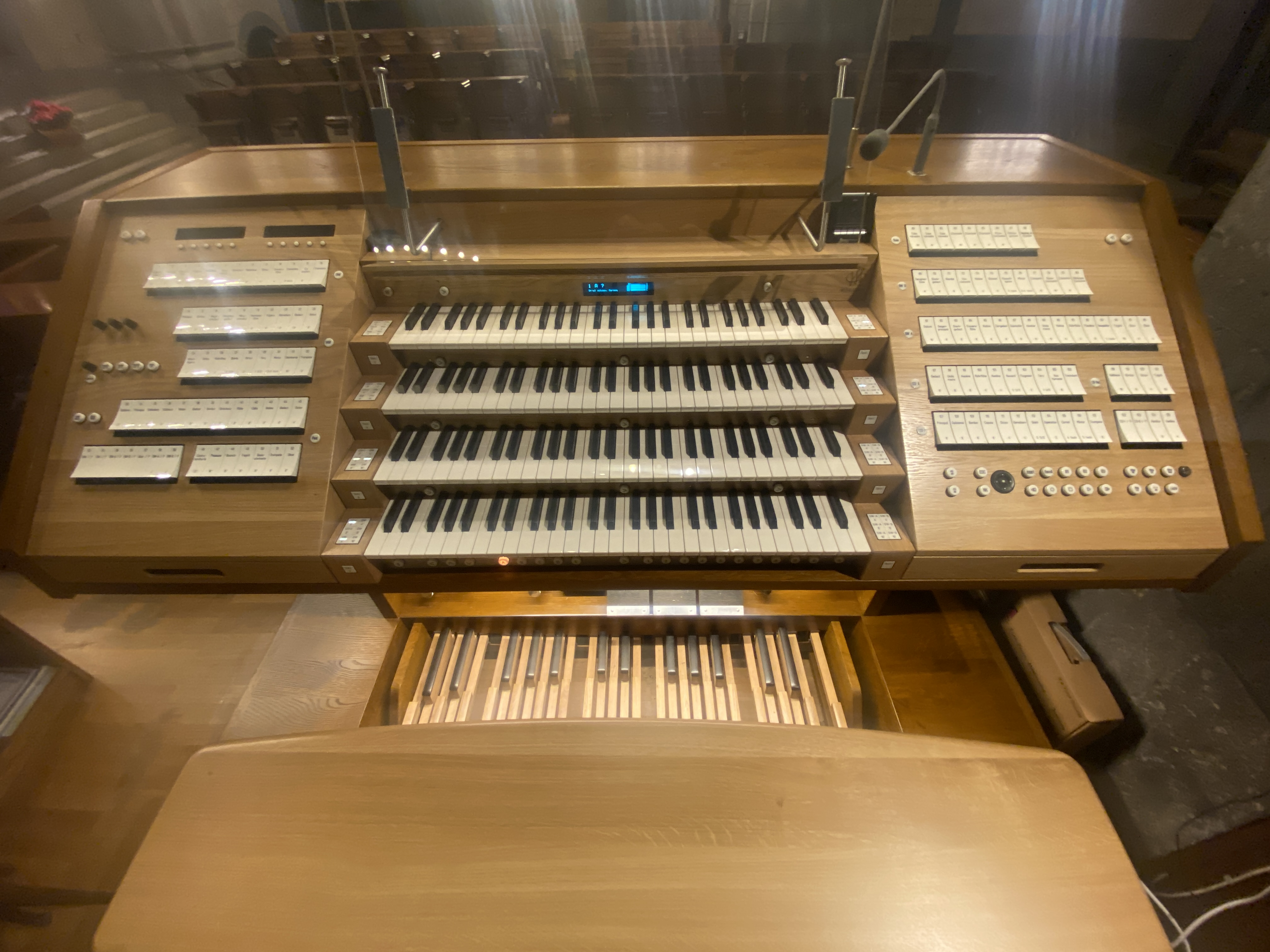
Der neue zweite Generalspieltisch im Chorgestühl

#### Hauptorgel
Die Hauptorgel auf der Westempore der Abteikirche wurde im Jahre 1910 durch den Orgelbauer Georg Stahlhuth (Aachen) als Doppelorgel erbaut, unter Wiederverwendung des Pfeifenmaterials der Chororgel von 1894. Das Instrument wurde – vor dem Mühleisen-Orgelprojekt 2023 – zuletzt im Jahre 2000 von der Orgelbaufirma Johannes Klais (Bonn) restauriert. Die Hauptorgel verfügt seit 2023 63 eigenständige klingende Register, zehn Extensionen, weiterer kompletter Ausbau eines Registers nach unten in 16′- oder nach oben in 4′-Lage und zehn Transmissionen auf vier Manualen und Pedal, so dass man faktisch insgesamt 83 klingende Register betätigen kann. Das Hauptwerk befindet sich hinter der Brüstung, das Oberwerk und das Solowerk über der Brüstung. Die beiden Schwellwerke befinden sich im südlichen (Schwellwerk B) bzw. im nördlichen (Schwellwerk A) Joch der Empore, das Kleinpedal ist im Schwellwerk A (III. Manual) untergebracht. Das Oberwerk (II. Manual) und das Schwellwerk (III. Manual) und das Kleinpedal wurden 1910 als Chororgel vorgesehen. Die Trakturen sind elektropneumatisch. Disposition seit 2023:
| I Hauptwerk C–g3 |                  |         |
| 01.              | Principal        | 16′     |
| 02.              | Bordun           | 16′     |
| 03.              | Majorprincipal   | 08′     |
| 04.              | Seraphon gedackt | 08′     |
| 05.              | Minorprincipal   | 08′     |
| 06.              | Harmonieflöte    | 08′     |
| 07.              | Fugara           | 08′     |
| 08.              | Gemshorn         | 08′     |
| 09.              | Gedackt          | 08′     |
| 10.              | Dolce            | 08′     |
| 11.              | Starkfugara      | 04′     |
| 12.              | Octav            | 04′     |
| 13.              | Rohrflöte        | 04′     |
| 14.              | Quint            | 02 3⁄3′ |
| 15.              | Octav            | 02′     |
| 16.              | Terz             | 01 3⁄5′ |
| 17.              | Mixtur III–IV    | 02′     |
| 18.              | Bombarde         | 16′     |
| 19.              | Trompete         | 08′     |

| II Oberwerk C–g3 |                 |        |
| 20.              | Lieblich-Gedact | 16′0   |
| 21.              | Principal       | 08′    |
| 22.              | Concertflöte    | 08′    |
| 23.              | Fugara          | 08′    |
| 24.              | Rohrflöte       | 08′    |
| 25.              | Flute celeste   | 08′    |
| 26.              | Gemshorn        | 08′    |
| 27.              | Salicional      | 08′    |
| 28.              | Octav           | 04′    |
| 29.              | Traversflöte    | 04′0   |
| 30.              | Cornettino III  | 02 ⁄3′ |
| 31.              | Cor Anglais     | 08′    |
|                  | Tremulant       |        |

| III Schwellwerk A C–g3 |                  |      |
| 32.                    | Salicet (Nr. 72) | 16′  |
| 33.                    | Geigenprincipal  | 08′  |
| 34.                    | Starkgedact      | 08′  |
| 35.                    | Traversflöte     | 08′  |
| 36.                    | Violine          | 08′  |
| 37.                    | Zartgedackt      | 08′  |
| 38.                    | Quintatön        | 08′  |
| 39.                    | Aeoline          | 08′  |
| 40.                    | Unda maris       | 08′0 |
| 41.                    | Violine          | 04′  |
| 42.                    | Rohrflöte        | 04′  |
| 43.                    | Flautino         | 02′  |
| 44.                    | Sesquialter II   | 02′  |
| 45.                    | Fagott           | 16′  |
| 46.                    | Oboe             | 08′  |
| 47.                    | Oboe             | 04′  |

| IV Schwellwerk B C–g3          |                          |         |
| 48.                            | Seraphonflöte            | 08′     |
| 49.                            | Starkgedact              | 08′     |
| 50.                            | Gambe                    | 08′     |
| 51.                            | Vox coelestis            | 08′     |
| 52.                            | Violine                  | 04′0    |
| 53.                            | Octavin                  | 02′0    |
| 54.                            | Rauschquinte II          | 02 ⁄3′0 |
| 55.                            | Mixtur III–IV            | 02′     |
| 56.                            | Trompete                 | 08′0    |
| 57.                            | Bass-Clarinette          | 16′0    |
| 58.                            | Clarinette               | 08′     |
|                                | Windschweller Clarinette | 0       |
|                                |                          |         |
| Solowerk frei zuschaltbar C–g3 |                          |         |
| 59.                            | Tuba mirabilis           | 16′     |
| 60.                            | Tuba mirabilis           | 08′     |
| 61.                            | Tuba mirabilis           | 04′     |
| 62.                            | Chamade                  | 16′     |
| 63.                            | Chamade                  | 08′     |
| 64.                            | Chamade                  | 04′     |
| 65.                            | Physharmonika            | 08′     |
| 66.                            | Röhrenglocken            |         |

| Pedal C–f1 |                          |      |
| 67.        | Subbaß                   | 32′  |
| 68.        | Principal (= Nr. 1)      | 16′  |
| 69.        | Contrabass               | 16′  |
| 70.        | Subbass                  | 16′  |
| 71.        | Violon                   | 16′  |
| 72.        | Salicet                  | 16′0 |
| 73.        | Bordun (Nr. 20)          | 16′  |
| 74.        | Octavbass                | 08′  |
| 75.        | Flöte (Nr. 22)           | 08′  |
| 76.        | Cello                    | 08′  |
| 77.        | Violine (Nr. 36)         | 08′  |
| 78.        | Gedackt                  | 08′  |
| 79.        | Octav (Nr. 12)           | 04′  |
| 80.        | Contra-Bombarde          | 32′  |
| 81.        | Posaune                  | 16′  |
| 82.        | Basson (Nr. 18)          | 16′  |
| 83.        | Fagott (Nr. 45)          | 16′  |
| 84.        | Bass-Clarinette (Nr. 57) | 16′  |
| 85.        | Trompete                 | 08′  |
| 86.        | Oboe (Nr. 46)            | 08′  |

- Koppeln:

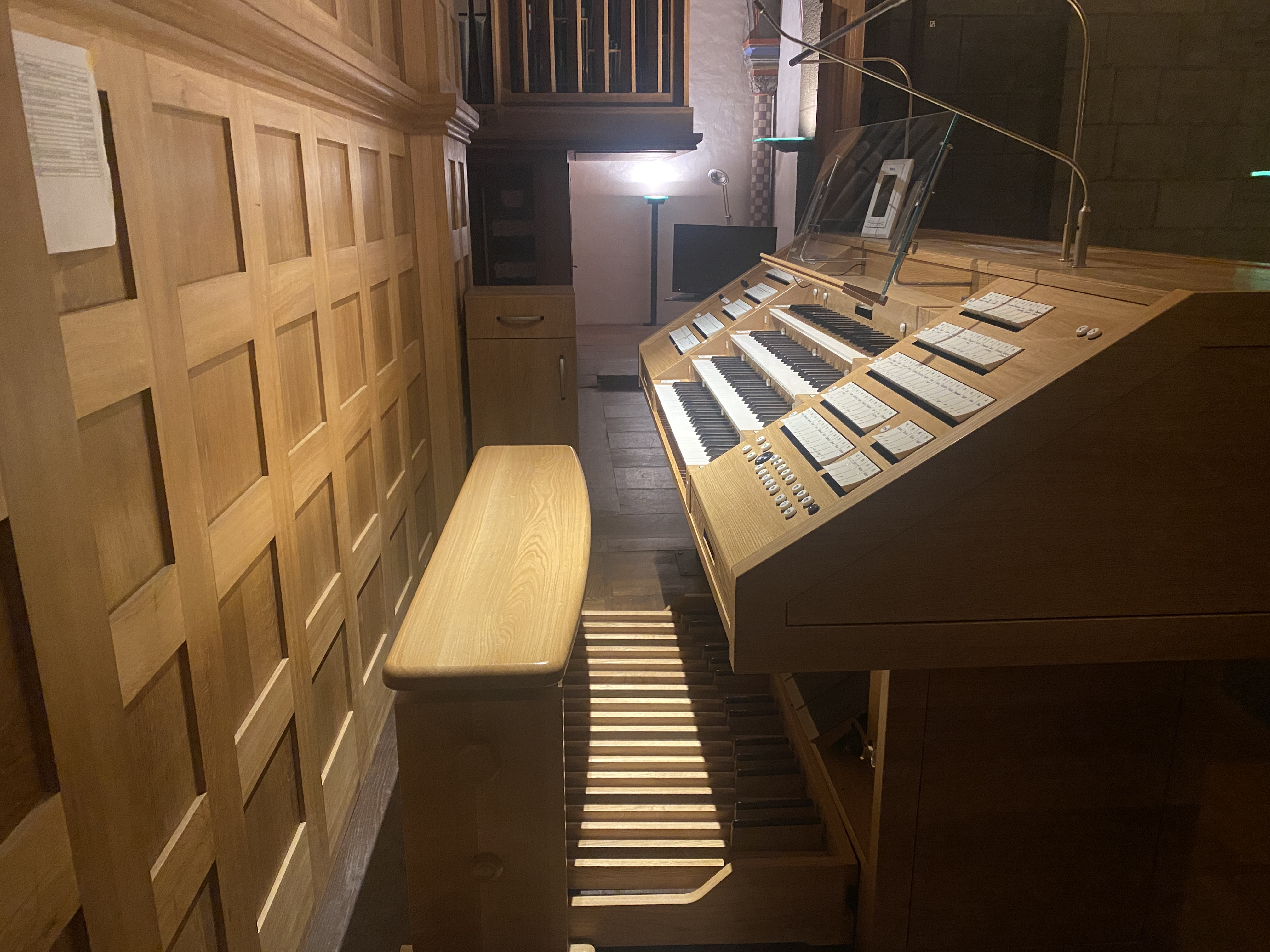
Der neue erste Generalspieltisch auf der Westempore

  - „Floating divisions“ – jedes Teilwerk ist auf jedes Manual und ans Pedal koppelbar und auch abstellbar (entspricht bei englischen Orgeln dem „unison off“)
  - Superoktavkoppeln: für Oberwerk, Schwellwerk A und Schwellwerk B, ebenfalls an jedes Manual und ans Pedal koppelbar
  - Suboktavkoppeln: für Oberwerk, Schwellwerk A und Schwellwerk B, ebenfalls an jedes Manual und ans Pedal koppelbar
- Spielhilfen: Crescendowalze, Setzeranlage mit 47 Millionen Kombinationen auf einer 64-GB-SD-Karte von Sinua, Modell „Castellan“; MIDI-System; Walze mit 5 Programmierungsmöglichkeiten.

#### Chororgel

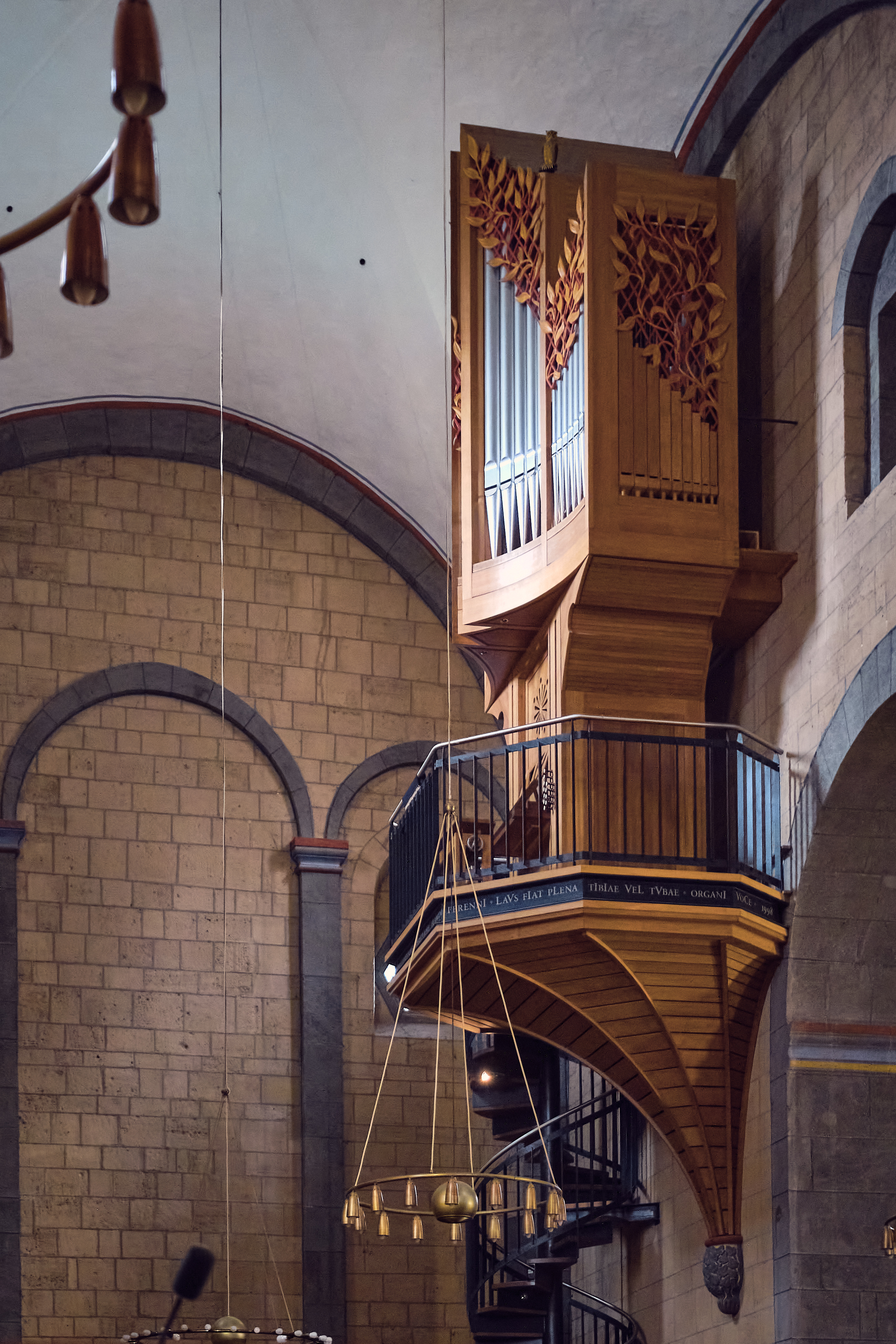
Abtei Maria Laach, Chororgel

An der Westwand des südlichen Querhauses hängt die Chororgel als Schwalbennestorgel. Sie wurde 1998 von der Firma Johannes Klais (Bonn) erbaut. Das Instrument hat 21 Register (zuzüglich 4 Transmissionen und einer Extension, also insgesamt 25 aktivierbare) auf zwei Manualen und Pedal.
| I Schwellwerk C–g3 |              |         |
| 1.                 | Gedackt      | 08′     |
| 2.                 | Unda maris   | 08′     |
| 3.                 | Aeoline      | 08′     |
| 4.                 | Rohrflöte    | 04′     |
| 5.                 | Aeoline      | 04′     |
| 6.                 | Nassat       | 02 ⁄3′  |
| 7.                 | Flageolet    | 02′     |
| 8.                 | Terz         | 01 3⁄5′ |
| 9.                 | Vox humana 0 | 08′     |
|                    | Tremulant    |         |

| II Hauptwerk C–g3 |              |        |
| 10.               | Principal    | 08′    |
| 11.               | Salicional   | 08′    |
| 12.               | Bordun       | 08′    |
| 13.               | Copula       | 08′    |
| 14.               | Oktav        | 04′    |
| 15.               | Gemshorn     | 04′    |
| 16.               | Quinte       | 02 ⁄3′ |
| 17.               | Superoctav 0 | 02′    |
| 18.               | Cornet       | 04′    |
| 19.               | Mixtur V     | 02′    |
| 20.               | Trompete     | 08′    |

| Pedal C–f1 |                    |     |
| 21.        | Subbaß             | 16′ |
| 22.        | Bordun (= Nr. 10)0 | 08′ |
| 23.        | Aeoline (Nr. 3)    | 08′ |
| 23.        | Octav (= Nr. 14)   | 04′ |
| 25.        | Aeoline (Nr. 5)    | 04′ |
| 24.        | Fagott             | 16′ |

- Koppeln: am mechanischen Spieltisch I/II und II/Ped; an den Generalspieltischen: beide Manualwerke sind an jedes Manual und ans Pedal koppelbar
- Die Aeoline 8′ und 4′ im Schwellwerk oder (als Transmission) Pedal sind nur an den Generalspieltischen ansteuerbar

## Klosterbibliothek

Bibliothek

Die Bibliothek des Klosters gehört zu den größten privaten Büchersammlungen Deutschlands. Sie umfasst rund 260.000 Bücher und Handschriften, von denen etwa 9000 in der Zeit vor 1800 entstanden. Schwerpunkte der Sammlung sind aszetische, monastische und kirchengeschichtliche Literatur. Sie enthält aber auch naturwissenschaftliche und schöngeistige Literatur.
Bei der Säkularisation des Klosters im Jahr 1802 wurde auch die historische, aus dem Mittelalter stammende Bibliothek aufgelöst. Aus ihrem Bestand lassen sich heute noch 69 Handschriften nachweisen. Der Jesuitenorden begann ab 1863 mit dem Neuaufbau der Bibliothek, der nach der Wiederbegründung des Klosters durch die Benediktiner im Jahr 1892 fortgesetzt wurde. Der Bibliotheksbau von 1865 mit seiner gusseisernen Treppenkonstruktion aus der Sayner Hütte gehört nach Ansicht der Landesdenkmalpflege zu den kulturgeschichtlich und denkmalpflegerisch bemerkenswertesten und besterhaltenen Bibliotheksbauten des 19. Jahrhunderts.
In ihm befinden sich heute die Präsenzbibliothek und der Lesesaal. Als weiterer Bau kam 2013 ein modernes Büchermagazin hinzu.

## Wirtschaftsbetriebe
Zum Besitz der Abtei zählen das so genannte „Klostergut“, ein verpachtetes landwirtschaftliches Anwesen, es wird als Biobauernhof mit angeschlossenem Bioladen betrieben, der Laacher See mit seinen touristischen Einrichtungen (Campingplatz, Bootsverleih und Fischfang), das renommierte Seehotel, eine große Gärtnerei mit Obstgarten, ein Buch- und ein Kunstverlag, eine Buch- und eine Kunsthandlung, eine Bildhauerwerkstatt sowie Handwerksbetriebe, in denen auch ausgebildet wird (Kunstschmiede). Mit LACENSIA wurde 2015 eine eigene Marke geschaffen. Lacensia umfasst die Keramikarbeiten aus der Manufaktur, die Textilprodukte aus der Klosterschneiderei sowie Produkte aus der Klosterküche. Die Schreinerei der Abtei wurde 2003 privatisiert und präsentiert heute in der 1936 erbauten „Villa Reuther“ ihr auf Innenausbau und Anfertigung von Einzelstücken konzentriertes Sortiment. Die Glockengießerei wurde 2016 geschlossen.

## Kapellen und Friedhof

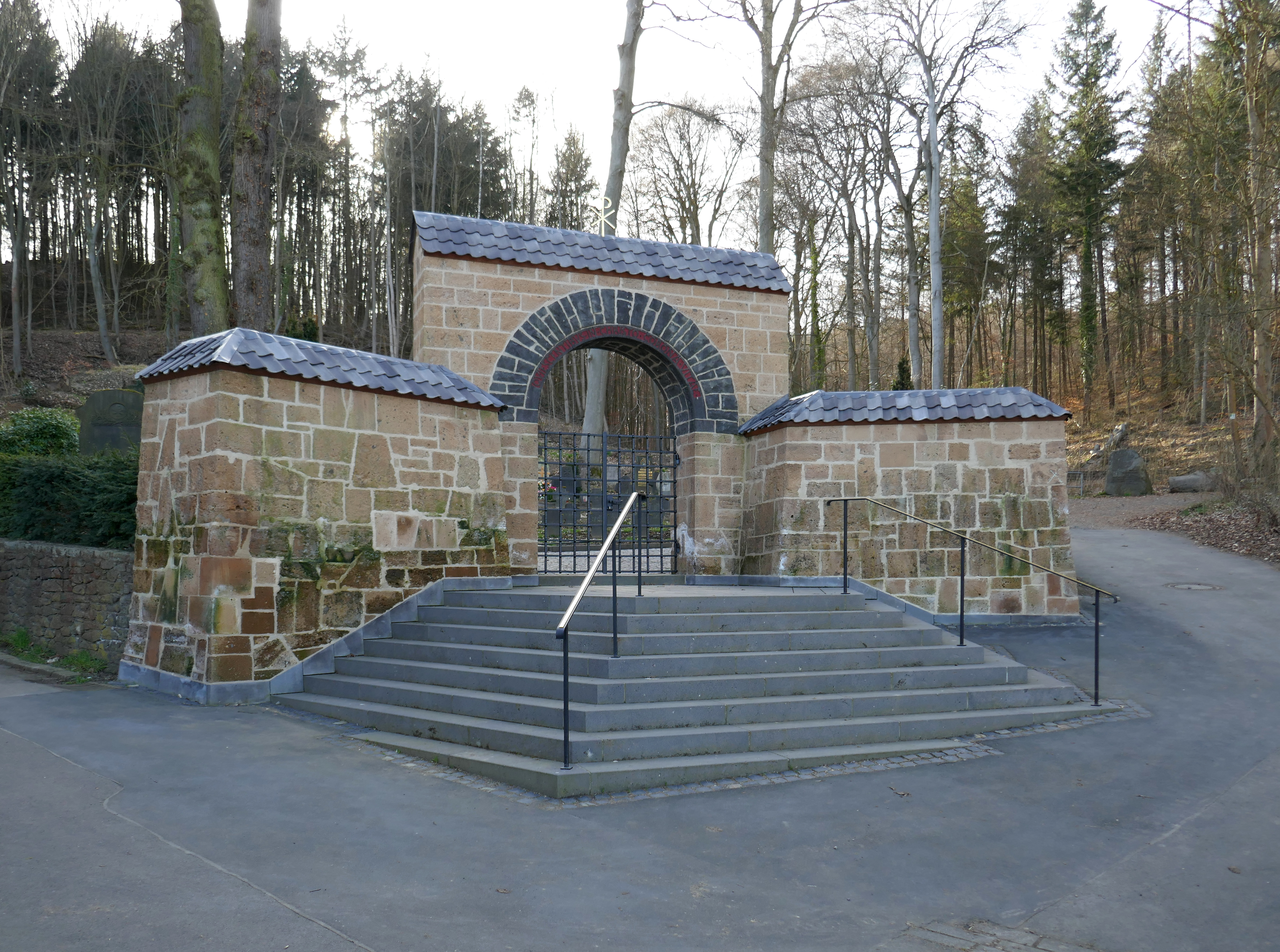
Friedhof der Mitarbeiter und Freunde der Abtei (Waldfriedhof)
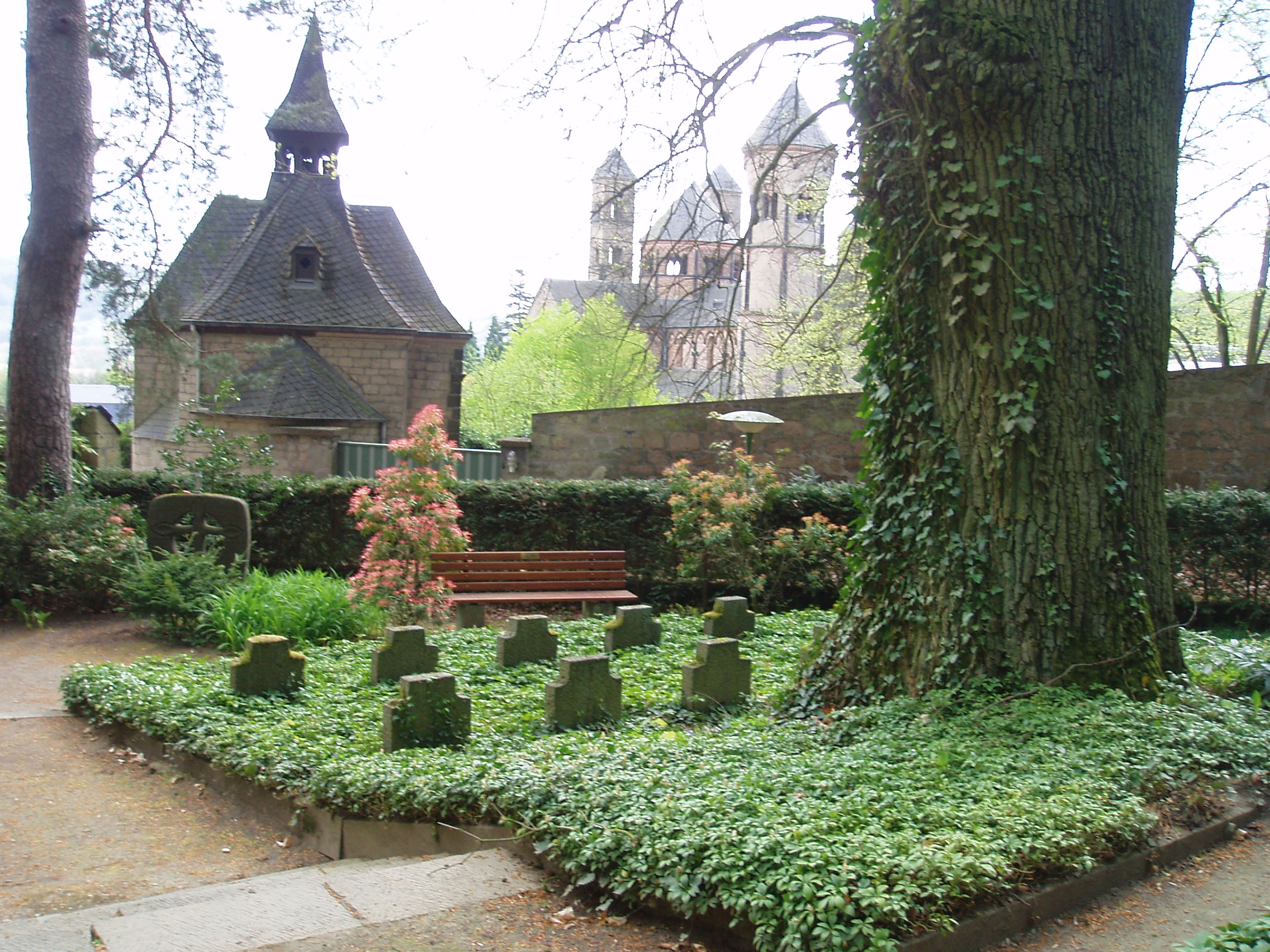
Waldfriedhof und Johanneskapelle
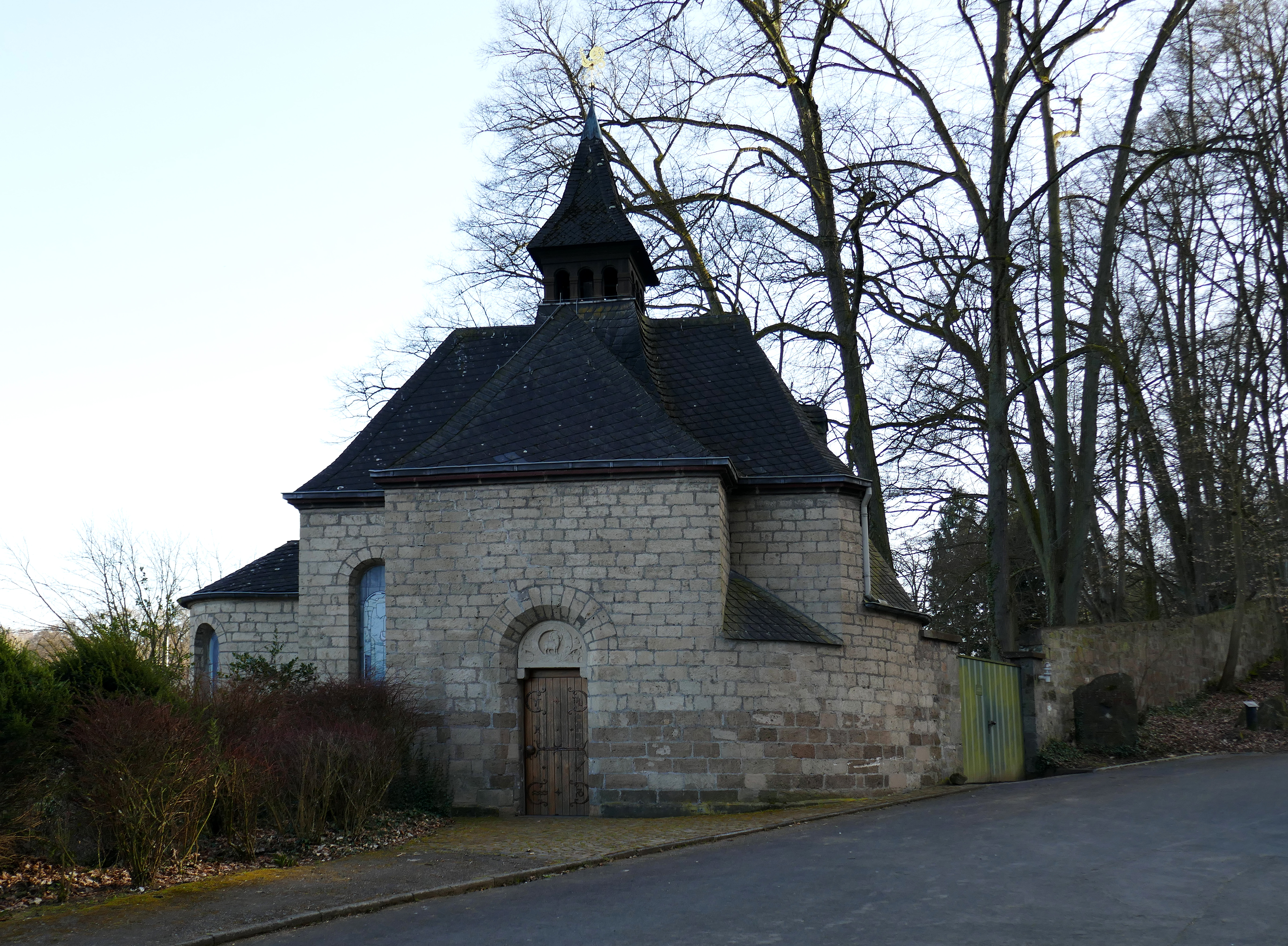
Neoromanische Johanneskapelle
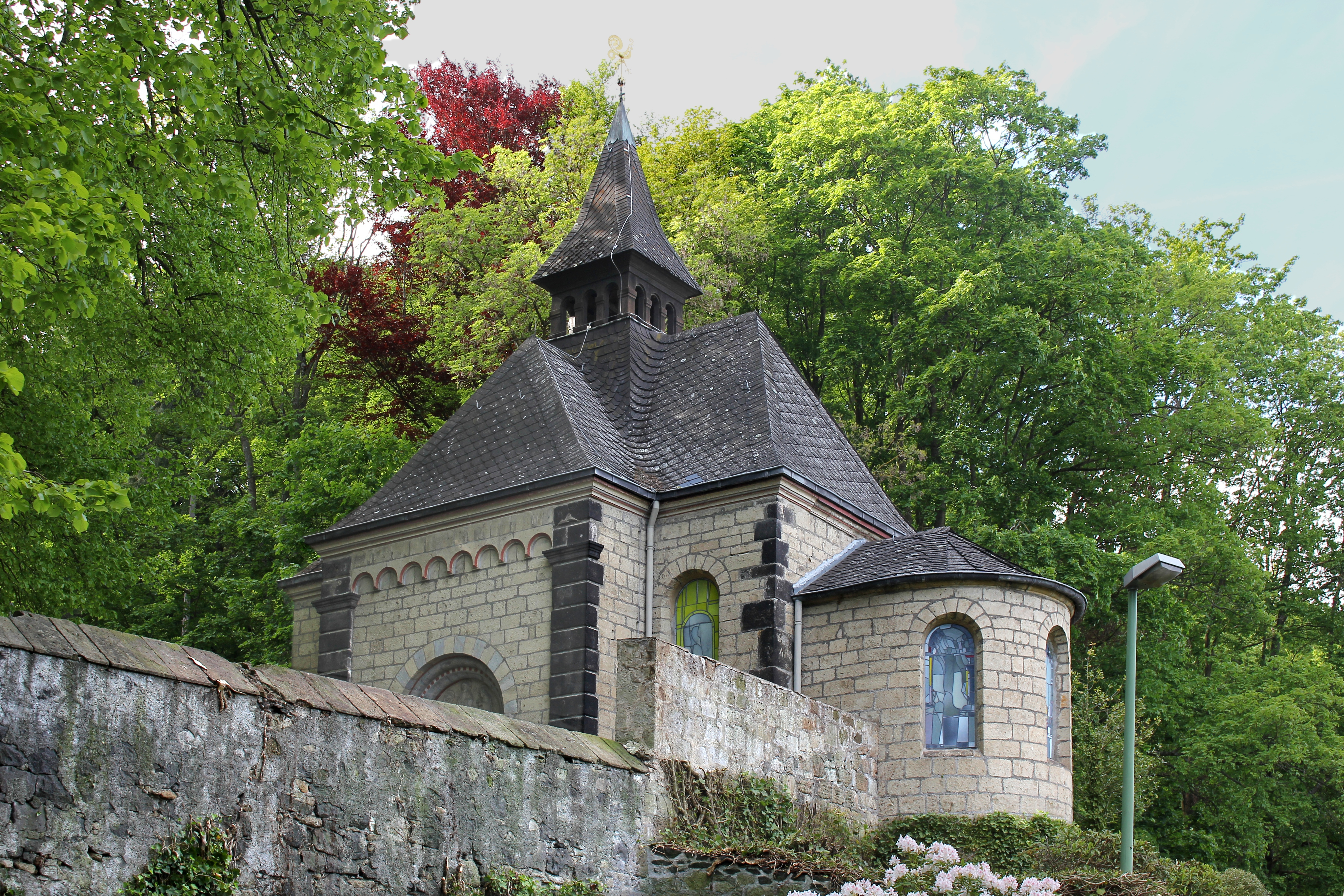
Johanneskapelle von Südosten
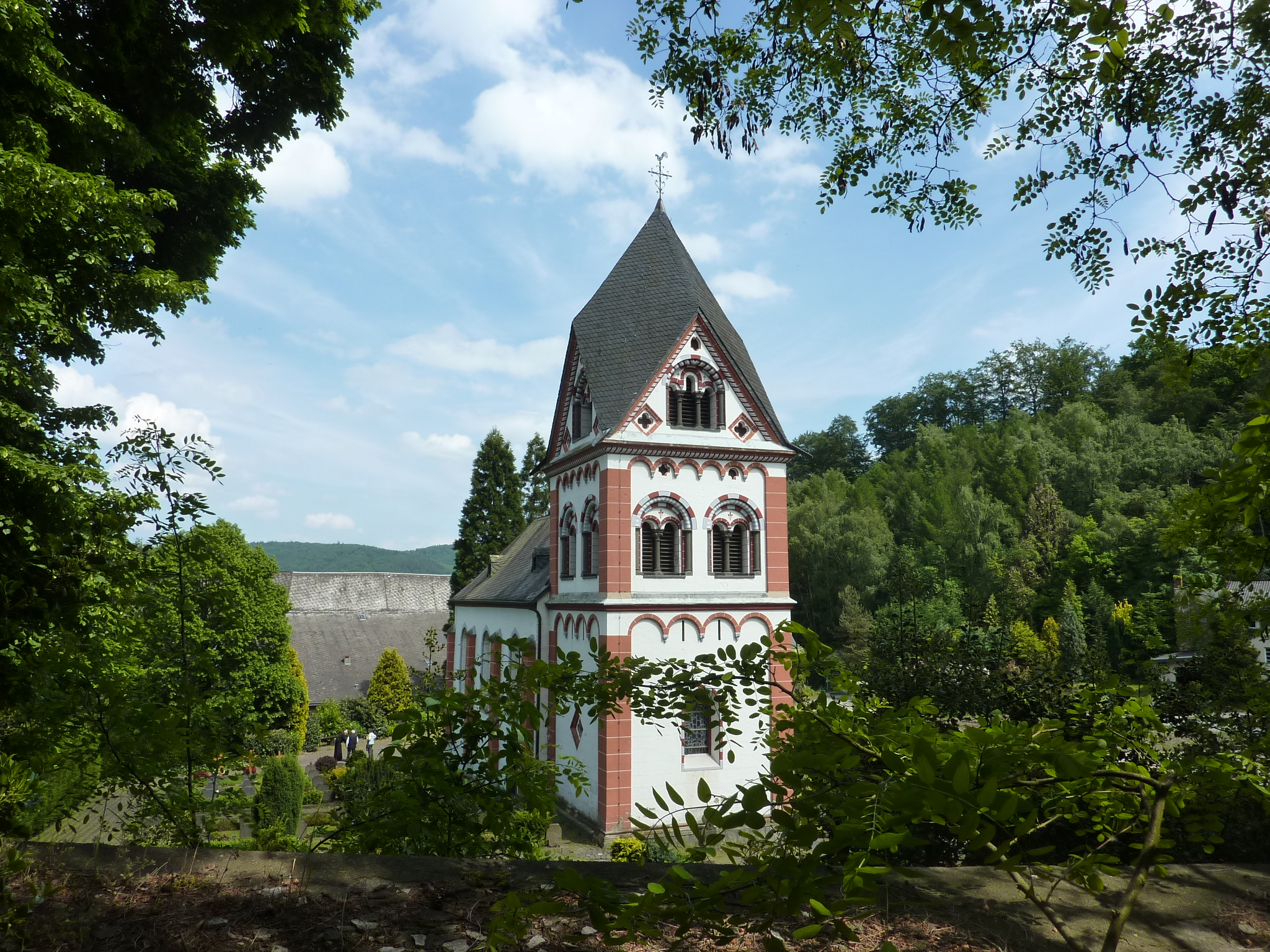
Romanischer Turm der Nikolauskapelle